# Storia degli Stati Uniti d'America
La storia degli Stati Uniti d'America ha avuto inizio il 4 luglio 1776, giorno in cui venne approvata la Dichiarazione d'indipendenza degli Stati Uniti d'America, che segnò ufficialmente il distacco delle originarie tredici colonie britanniche dalla sovranità del Regno Unito. Tuttavia, molti eventi hanno preceduto tale data, costituendo di fatto le radici storiche degli Stati Uniti, da tenere in considerazione per un complessivo resoconto storico.
L'arrivo di popolazioni umane nell'America del Nord è datato circa al 15.000 a.C. Numerose furono le civiltà e culture indigene che nacquero, molte delle quali scomparvero a partire dal 1500. L'arrivo di Cristoforo Colombo nel 1492, infatti, diede avvio alla colonizzazione europea delle Americhe. Il territorio in questione venne toccato dagli esploratori europei già nel 1513, durante una spedizione guidata da Juan Ponce de León. Gli esploratori e coloni europei successivamente approdati sul continente nordamericano incontrarono numerose popolazioni di nativi americani (denominati poi impropriamente indiani o indiani d'America), che vennero decimati nel corso della colonizzazione promossa da varie potenze europee cui parteciparono, tra gli altri, britannici, francesi, olandesi, portoghesi e spagnoli. La maggior parte delle colonie si formarono dopo il 1600. Gli scritti e i resoconti del colonizzatore John Winthrop fanno degli Stati Uniti la prima nazione le cui origini sono pienamente documentate.
Intorno al 1760 le Tredici colonie britanniche contavano una popolazione di circa 2,5 milioni di abitanti, stanziati lungo la costa atlantica del continente, a est degli Appalachi. Dopo aver sconfitto la Francia nella guerra franco-indiana, il governo inglese approvò una serie di provvedimenti che aggravarono la tassazione delle popolazioni coloniali, tra cui la Stamp Act del 1765, ignorando le numerose contestazioni dei coloni, secondo i quali qualsiasi nuova imposizione fiscale avrebbe necessariamente richiesto la loro approvazione. Le proteste contro le nuove tasse, tra cui il Boston Tea Party del 1773, condussero il Parlamento inglese ad approvare una serie di leggi a carattere punitivo con lo scopo di porre fine all'autonomia governativa del Massachusetts. Un conflitto armato, passato alla storia come rivoluzione americana, scoppiò nel 1775. Nel 1776, a Filadelfia, il secondo congresso continentale dichiarò ufficialmente l'indipendenza delle colonie.
Sotto la guida di George Washington, gli Stati Uniti vinsero la guerra d'indipendenza americana, con l'importante sostegno della Francia e aiuti dalla Spagna e dai Paesi Bassi. Il trattato di Parigi del 1783, che pose fine al conflitto, conferì le terre a est del Mississippi (comprese porzioni del Canada, ma non la Florida) alle colonie indipendenti. Gli Articoli della Confederazione, che andarono a regolare i rapporti tra le colonie, previdero un governo centrale, di fatto però incapace di garantire una certa stabilità, avendo poteri limitati. Nel 1787, la Convenzione di Philadelphia redasse la Costituzione degli Stati Uniti, ratificata nel 1789. Nel 1791, venne aggiunto il cosiddetto "Bill of Rights" (la Carta dei Diritti) al fine di garantire i diritti inalienabili della persona. Con la presidenza di George Washington e il contributo di Alexander Hamilton, venne creato un forte governo centrale. L'acquisto dei territori della Louisiana francese nel 1802 permise agli Stati Uniti di raddoppiare il proprio territorio ad ovest. Una seconda e ultima guerra con l'Inghilterra fu combattuta nel 1812, ma non portò a cambiamenti.
Seguendo la concezione del Destino manifesto, l'espansionismo statunitense si spinse fino alle coste dell'Oceano Pacifico. Pur avendo un vasto territorio in espansione, la popolazione statunitense nel 1790 ammontava solo a circa 4 milioni di abitanti. Nonostante ciò, una rapida crescita della popolazione seguì negli anni successivi: nel 1810 arrivò a 7,2 milioni, nel 1860 a 32 milioni, 76 milioni nel 1900, 132 milioni nel 1940 e 321 milioni nel 2015. L'ampio ricorso alla schiavitù divenne sempre più controverso e diede luogo a battaglie politiche di carattere costituzionale, che si risolsero per mezzo di compromessi. Alla fine del 1804, la schiavitù era stata abolita in tutti gli Stati federati a nord della Linea Mason-Dixon, mentre negli Stati del sud essa era ancora ampiamente utilizzata, in particolare per la produzione di cotone. Nel 1860 fu eletto presidente il repubblicano Abraham Lincoln, il quale aveva proposto un programma volto a fermare l'espansione della schiavitù. Sette stati del sud si ribellarono contro tale politica e crearono la Confederazione. Il suo attacco contro Fort Sumter e le forze dell'Unione nel 1861 diede avvio alla guerra civile, anche conosciuta come "guerra di secessione". La sconfitta dei confederati nel 1865 condusse ad un impoverimento del sud e alla definitiva abolizione della schiavitù. Seguì l'era della ricostruzione, in cui venne esteso il diritto di voto agli schiavi liberati. Il governo nazionale ne uscì rafforzato e grazie al XIV emendamento si impose ai singoli Stati di garantire la stessa protezione legale a tutte le persone sottoposte alla loro giurisdizione. Ciononostante, quando nel 1877 i Democratici ritornarono al potere nel sud, sopprimendo di fatto il diritto di voto mediante azioni paramilitari, essi riuscirono ad approvarono le cosiddette leggi Jim Crow, al fine di tutelare la supremazia dei bianchi, e nuove costituzioni volte ad impedire legalmente l'esercizio del diritto di voto alle comunità afroamericane. Queste pratiche proseguirono fino alle conquiste ottenute dal movimento per i diritti civili degli anni '60.
Gli Stati Uniti divennero la prima potenza industriale agli inizi del XX secolo grazie alla nascita di numerose imprese, all'industrializzazione degli Stati del nord-est e del Midwest e all'arrivo di milioni di immigrati dall'Europa. Una rete stradale nazionale venne completata e furono aperte grandi miniere e fabbriche. Una generale insoddisfazione contro la corruzione, l'inefficienza e la politica tradizionale portò alla nascita dell'era progressista. Tale periodo si caratterizzò per le numerose riforme, tra cui il proibizionismo, il suffragio femminile e l'introduzione del XVI e XVII emendamento, che permisero l'istituzione di un tributo federale sui redditi e l'elezione diretta dei senatori. Dopo un iniziale periodo di neutralità, gli Stati Uniti presero parte alla prima guerra mondiale, dichiarando guerra alla Germania nel 1917, e contribuendo alla vittoria degli Alleati l'anno seguente. Le donne ottennero il diritto di voto nel 1920. I nativi americani ottennero la cittadinanza e il diritto di voto nel 1924. Dopo un decennio di prosperità, il Martedì nero alla Borsa di New York nel 1929 segnò l'inizio della Grande Depressione, grave crisi economica che segnò il decennio successivo. Nel 1932 il presidente democratico Franklin D. Roosevelt riuscì a conquistare la Casa Bianca, ponendo fine alla supremazia repubblicana, e implementò il New Deal, un piano di riforme economico-sociali che introdussero, tra gli altri, sussidi ai disoccupati, sostegno agli agricoltori, un sistema di previdenza sociale (Social Security Act) e un salario minimo. Il New Deal finì per influenzare in modo decisivo il liberalismo americano moderno.
Dopo l'attacco giapponese a Pearl Harbor nel 1941, gli Stati Uniti presero parte alla seconda guerra mondiale, finanziando gli sforzi bellici degli Alleati e contribuendo in modo decisivo alla sconfitta della Germania nazista e dell'Italia fascista nel teatro europeo. Il loro coinvolgimento culminò con l'utilizzo delle prime armi atomiche mai costruite dall'uomo e la conseguente totale distruzione delle città giapponesi di Hiroshima e Nagasaki, che portò alla resa dell'Impero giapponese e, quindi, alla vittoria nella Guerra del Pacifico.
Dopo la seconda guerra mondiale, gli Stati Uniti e l'Unione Sovietica emersero come superpotenze rivali. La guerra fredda segnò un periodo di scontro indiretto nell'ambito della corsa agli armamenti, della corsa allo spazio, della propaganda e di scontri armati a carattere locale contro l'espansione della sfera sovietica (guerra di Corea e guerra del Vietnam). Negli anni '60, grazie al fondamentale contributo del movimento per i diritti civili, un'ulteriore ondata di riforme sociali fu approvata, andando a rafforzare i diritti costituzionalmente garantiti degli afroamericani (tra cui il diritto di voto e la libertà di movimento). La guerra fredda si concluse con la dissoluzione dell'Unione sovietica nel 1991, evento che lasciò gli Stati Uniti come unica superpotenza al mondo. Dopo la fine della rivalità con l'URSS, la politica estera degli Stati Uniti si concentrò sui conflitti armati nel Medio Oriente.
L'inizio del XXI secolo è stato segnato dagli attacchi terroristici dell'11 settembre 2001, compiuti dall'organizzazione terroristica islamica Al-Qaeda, seguiti da conflitti armati in Afghanistan ed in Iraq (guerra al terrorismo). Nel 2007 gli Stati Uniti hanno visto l'inizio della peggior crisi economica dalla Grande Depressione, seguita da anni di lenta crescita economica. Sia il livello di crescita sia il livello di disoccupazione tornarono a risalire nel corso degli anni successivi. Tuttavia, questi dati positivi si sono interrotti bruscamente a seguito degli effetti dello scoppio della pandemia di COVID-19.

## Il popolamento delle Americhe
Le ricerche di Luigi Luca Cavalli-Sforza e dei suoi collaboratori sostengono (ipotesi plausibile, ma tuttora dibattuta) che i primi esseri umani siano arrivati nel continente americano circa quarantamila anni fa dall'Asia attraverso lo stretto di Bering, a quell'epoca ghiacciato. Il modello precedente, il cosiddetto modello Clovis, individuava invece tre ondate migratorie avvenute circa dodicimila anni fa, partite sempre dall'Asia e penetrate attraverso le terre allora emerse dello stretto di Bering, la Beringia. In ogni caso, questo primo flusso migratorio dall'odierna Alaska si spostò in tutto il continente americano, dal nord all'estremo sud.

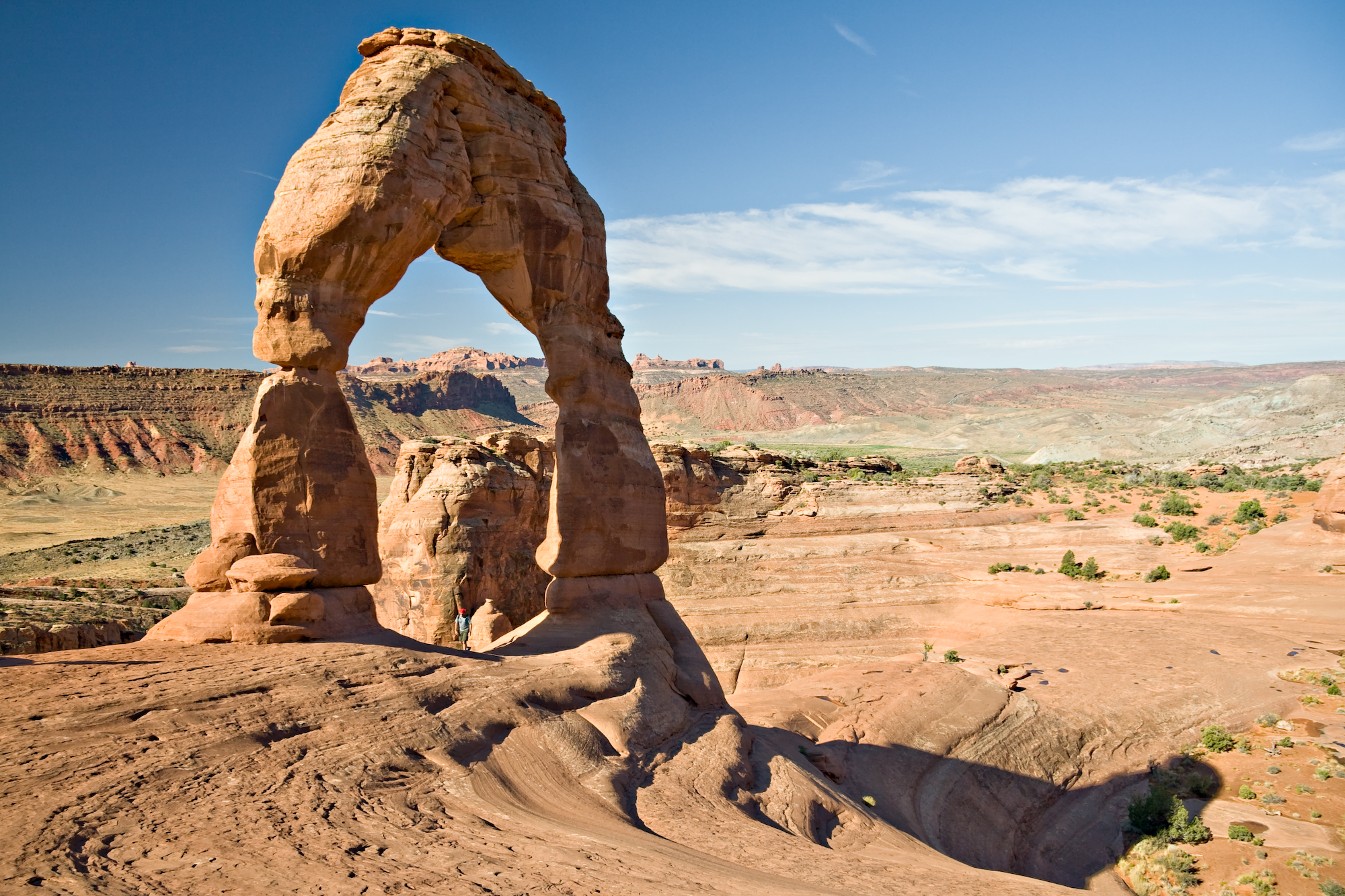
Il Parco nazionale degli Arches nello Utah

Il primo insediamento di cui si ha notizia risale intorno all'anno 1000: i Vichinghi, facilitati dal cosiddetto periodo caldo medievale, nel corso delle loro esplorazioni nei mari del Nord raggiunsero l'area di Terranova e Labrador che chiamarono Vinland, terra della vite. I resti di questo arrivo sono ancora oggi visibili nell'area di l'Anse aux Meadows, divenuto sito tutelato come patrimonio dell'umanità. Essi però non vollero o non riuscirono a creare degli insediamenti importanti.
Dovettero passare circa cinque secoli prima che altri europei mettessero piede nel continente americano. Il primo a giungervi fu Cristoforo Colombo che approdò sulle isole dei Caraibi, nel 1492, nel tentativo di guadagnare le Indie navigando verso Occidente.
Solo anni dopo, Colombo si spinse fino alla massa meridionale del continente, mentre nelle terre attualmente parte degli Stati Uniti non mise mai piede, se non si vuole considerare l'isola di Porto Rico raggiunta nel corso del suo secondo viaggio; infatti, un tempo colonia spagnola, oggi Porto Rico vive un'altalenante situazione politica che lo vede in bilico tra il suo attuale stato di Commonwealth e la possibilità di diventare uno Stato federale statunitense a tutti gli effetti.
Il primo europeo noto ad aver messo i suoi piedi nei territori che oggi appartengono agli Stati Uniti fu Juan Ponce de León, che arrivò in Florida nel 1513, anche se vi sono elementi che fanno pensare al fatto che fosse stato preceduto da Giovanni Caboto nel 1497.
Nei territori occupati ora dagli Stati Uniti vivevano diversi popoli di discendenza asiatica chiamati pellirosse. Nella zona degli Stati del nord-ovest, al confine con l'odierno Canada, vivevano gli Yakima mentre i vicini territori degli attuali Stati di California, Nevada e Utah erano abitati da Paiute, Shoshoni, Pomo, Costanoan e Serrano. La zona delle Grandi Pianure era abitata da Hidatsa, Sioux, Shoshoni e Comanche mentre la fascia atlantica vedeva la presenza di Irochesi, Lenape, Shawnee ed Illinois. I territori di quelli che oggi sono gli Stati del sud, come il Texas, erano abitati da Cherokee, Seminole, Chickasaw e Tunica mentre negli attuali Stati del sud-ovest erano insediati Apache, Mohave, Navajo e Pueblo.

## Le civiltà precolombiane
Molte culture prosperarono nelle Americhe prima dell'arrivo degli europei e fra queste si ricordano Pueblo (Anasazi) nel sud-ovest e la cultura di Adena nell'est. Diverse culture di questo genere si svilupparono nel tempo stanziandosi in vari territori sotto forma di nuclei abbastanza grandi e concentrati. Queste civiltà avevano delle caratteristiche in comune: erano sedentarie, organizzate in città, praticavano l'agricoltura ed avevano un'organizzazione sociale gerarchica.
Molte di queste civiltà erano ormai decadute al momento dell'arrivo degli europei (fine XV secolo – inizio del XVI) e sono conosciute solo attraverso i resti archeologici. Altre, invece, erano ancora vitali e sono conosciute grazie ai racconti dell'epoca.
Dove ancora esistono, le società e le culture alla base di queste civiltà sono oggi sostanzialmente diverse da quelle originali. Tuttavia, molti di questi popoli e dei loro discendenti mantengono, tuttora, numerose tradizioni e pratiche che possono essere messe in relazione con quelle antiche, anche se sono spesso combinate con modificazioni recenti.
L'agricoltura si sviluppò circa nel 2500 a.C. in quella che è oggi la costa orientale degli Stati Uniti basandosi sulla coltivazione del girasole, frutti da spremere e palmizi. Dalle terre occupate attualmente dal Messico si importarono granturco e legumi le cui colture furono adattate alle estati più brevi del nord-est dell'America rimpiazzando le colture indigene più rudimentali.

## Prime esplorazioni e insediamenti europei

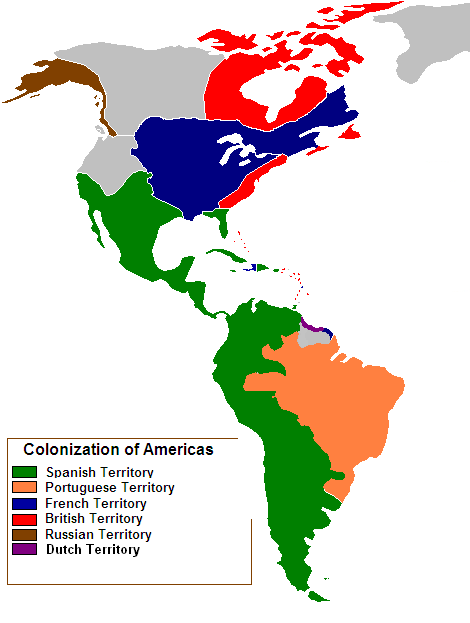
Mappa mostrante le aree degli Stati uniti ed altri territori del continente americano sotto il dominio coloniale europeo

Il primo contatto con gli europei, come già accennato, avvenne intorno all'anno 1000 con l'arrivo dei vichinghi, che, provenienti dalla Groenlandia e dall'Islanda, erano giunti a Terranova e sulle coste del Labrador. Leif Erikson impiantò un insediamento di breve durata chiamato Vinland in quella che è oggi Terranova.

### America coloniale spagnola (1492 - 1821)
Dopo circa cinque secoli arrivarono gli spagnoli, prima con il navigatore genovese Cristoforo Colombo e dopo con Juan Ponce de León. Entro trent'anni dall'arrivo di Ponce de León in Florida, gli spagnoli, avidi dei tesori che si favoleggiava esistere nel nuovo mondo, divennero i primi europei a raggiungere gli Appalachi, il Mississippi, il Grand Canyon e le Grandi Pianure.
Nel 1540 Hernando de Soto intraprese una estensiva esplorazione dei territori costituenti gli attuali Stati Uniti e, nello stesso anno, il conquistatore spagnolo Francisco Vazquez de Coronado guidò 2 000 spagnoli e messicani attraverso i territori che sono rappresentati dall'odierna Arizona e dal confine Arizona-Messico, fino a giungere all'odierno Kansas centrale. Altri esploratori spagnoli fra i quali Lucas Vázquez de Ayllón, Pánfilo de Narvaez, Sebastián Vizcaíno, Juan Rodríguez Cabrillo, Gaspar de Portolá, Pedro Menéndez de Avilés, Álvar Núñez Cabeza de Vaca, Tristan de Luna y Arellano e Juan de Oñate, intrapresero delle spedizioni esplorative sul territorio oggi appartenente agli Stati Uniti.
Gli spagnoli inviarono dei coloni, creando così i primi insediamenti di popolazione europea sul suolo continentale dell'America a St. Augustine in Florida nel 1565 e successivamente a Santa Fe, San Antonio, Tucson, San Diego, Los Angeles e San Francisco. La maggior parte degli insediamenti spagnoli vennero realizzati lungo la costa californiana ed il fiume Santa Fe in Nuovo Messico.
I territori soggetti a Madrid furono inquadrati, fin dal 1535, nel Vicereame della Nuova Spagna, con capoluogo Città del Messico. Oltre a gran parte dell'America Centrale, ne facevano parte tutti i territori corrispondenti agli attuali Stati centro-occidentali degli Stati Uniti, spingendosi a nord fino all'odierna Columbia Britannica, in Canada, e lungo la costa del Golfo del Messico fino alla Florida.
L'autorità del viceré su un territorio tanto vasto fu tuttavia in larghe aree soltanto nominale; il controllo effettivo si esercitò infatti soprattutto nelle aree meridionali degli attuali Stati Uniti (dalla California alla Florida), dove erano presenti gli insediamenti coloniali spagnoli più consistenti. Il Vicereame, i cui legami con la madrepatria si erano già fortemente indeboliti durante l'età napoleonica, cessò definitivamente di esistere nel 1821, quando il Messico raggiunse l'indipendenza. Sotto sovranità messicana rimasero, fino alla guerra messico-statunitense del 1846, i territori di California, Nuovo Messico e Texas; la Florida invece passò agli Stati Uniti già nel 1819.

### America coloniale britannica (1494-1776)

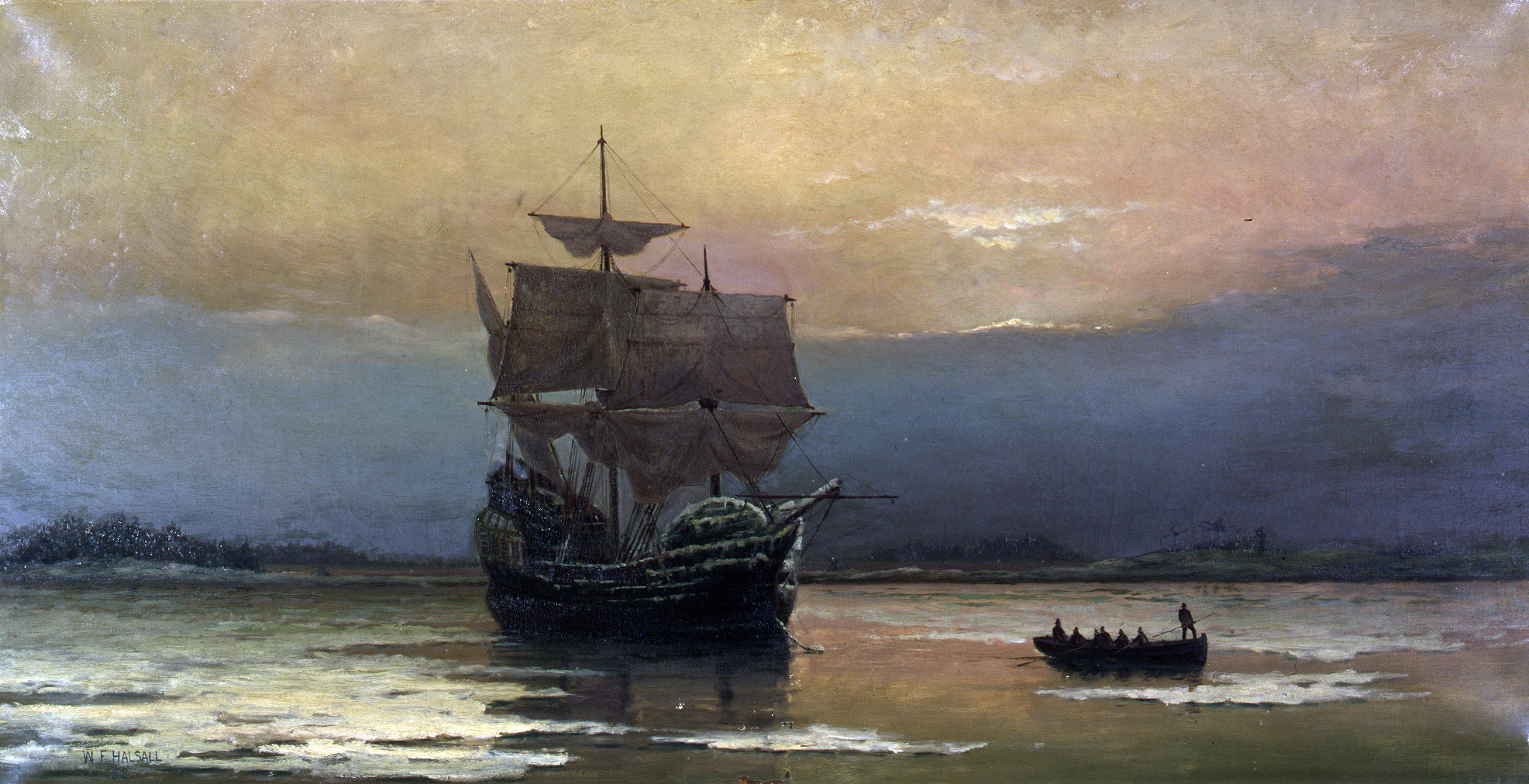
Il Mayflower, con i Padri Pellegrini, arrivò nel 1620

I territori situati lungo le coste furono colonizzati principalmente dai britannici nel XVII secolo, assieme a gruppi meno numerosi di olandesi e svedesi. L'America coloniale fu penalizzata da una scarsità di mano d'opera che diede luogo a forme illiberali di sfruttamento dei lavoratori come nel caso della schiavitù soprattutto nel sud del Paese. I coloni presero presto ad amare la loro nuova terra ed assunsero uno spirito di pionierismo che li allontanò dal modo di sentire dei loro paesi di origine e fece esplodere lo spirito americano della nuova frontiera.
La prima colonia inglese di una certa entità fu realizzata nel 1607, sul fiume James e venne chiamata Jamestown in onore del re d'Inghilterra Giacomo I. Essa languì per alcuni decenni fino a quando una nuova ondata di coloni, arrivata nel tardo XVII secolo, iniziò a praticare una agricoltura intensiva basata sulla coltivazione del tabacco. Un esempio di conflitto tra nativi americani e i coloni inglesi si verificò nel 1622 quando una sollevazione di indiani causò l'uccisione di centinaia di coloni inglesi. Il più grande conflitto del XVII secolo, tra nativi americani e coloni inglesi, fu la Guerra di Re Filippo nella Nuova Inghilterra. 
La Nuova Inghilterra venne fondata dai Puritani che diedero vita alla colonia di Plymouth nel 1620 e alla colonia di Massachusetts Bay nel 1629. Le colonie centrali, consistenti nei territori degli attuali stati di New York, New Jersey, Pennsylvania e Delaware, furono caratterizzate da grandi diversità. L'ambiente era molto diverso da quello europeo e molto vario da zona a zona con sconfinate praterie, enormi foreste, sconfinati deserti e pur ricco di selvaggina e di flora spontanea. Gli unici animali domestici erano costituiti dal cane e dal tacchino, per cui si provvide ad importare dall'Europa ovini, bovini, suini e cavalli oltre che animali da cortile. Il primo tentativo britannico di insediamento nel sud della Virginia fu la Provincia della Carolina con la colonia della Georgia, una delle tredici, fondata nel 1732. Molte colonie vennero usate come insediamenti carcerari fino alla Rivoluzione americana.

### America coloniale francese (1652-1803)
Anche i francesi parteciparono alla conquista del nuovo mondo colonizzando il territorio della Nuova Francia (in francese la Nouvelle-France) nei secoli XVI, XVII e XVIII. Al momento della sua massima espansione, nel 1712, il territorio della Nuova Francia era esteso da Terranova al Lago Superiore e dalla Baia di Hudson al Golfo del Messico. Il territorio era diviso in cinque governatorati, ognuna con la sua amministrazione: Acadia, Canada, Baia di Hudson, Terranova e Louisiana (prolungamento ideale di questo territorio erano la colonia delle Isole sottovento: Saint-Domingue, Guadaloupe e Martinique). Alcune di queste zone – segnatamente la provincia canadese del Québec e parte di quelle di Ontario e Nuovo Brunswick – corrispondono a quello che oggi viene comunemente chiamato Canada francese.
Parte preponderante del territorio sotto controllo francese era costituito dalla colonia de La Louisiane. La Louisiana, il cui nome venne dato dal Cavelier de la Salle in onore di Luigi XIV di Francia, comprendeva un territorio immenso, che andava dai Grandi Laghi al Golfo del Messico ed era diviso in Alta e Bassa Louisiana. Il territorio dell'attuale stato USA della Louisiana è assai ridotto rispetto a quello originario francese.
Esplorata sotto il regno del Re Sole, la Louisiana fu poco valorizzata. La monarchia francese la teneva per contrastare l'imperialismo inglese e per mantenersi in gioco sulle alleanze con i popoli pellerossa. A seguito della Guerra dei sette anni la Louisiana venne ceduta nella sua porzione orientale ai britannici e quella occidentale agli spagnoli. La Francia riuscì a recuperare la sovranità sulla parte occidentale, ma la cedette in modo definitivo agli Stati Uniti nel 1803 durante il governo di Napoleone Bonaparte.

## Formazione degli Stati Uniti d'America (1776-1789)

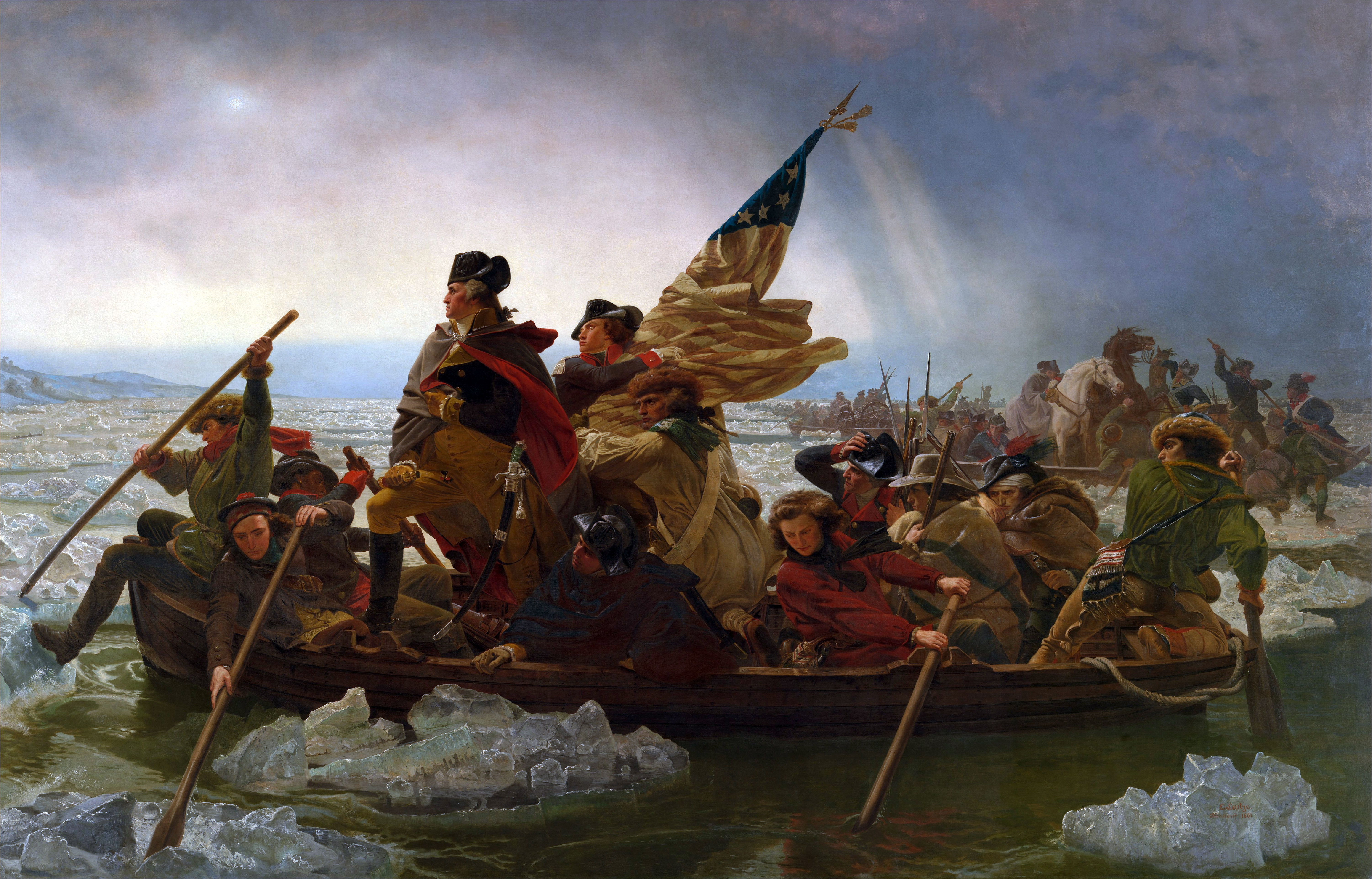
George Washington attraversa il fiume Delaware, uno dei primi successi americani della Guerra d'indipendenza americana

La presentazione della dichiarazione d'indipendenza degli Stati Uniti d'America

Gli Stati Uniti dichiararono la loro indipendenza nel 1776 e sconfissero la Gran Bretagna con l'aiuto della Francia nella guerra d'indipendenza americana. Come puntualizzato da Seymour Martin Lipset, "Gli Stati Uniti furono la prima grande colonia a rivoltarsi con successo contro le leggi coloniali. In questo senso, furono la prima nuova nazione."
Tutto ebbe inizio con il Boston Tea Party: l'atto che va a stipulare l'inizio della guerra e dell'indipendenza delle 13 colonie il 16 dicembre 1773. L'Inghilterra aveva imposto alle colonie l'importazione del tè dalle Indie e ne aveva demandato la commercializzazione al minuto direttamente alla Compagnia delle Indie. Questo sottraeva ai commercianti locali i guadagni che prima realizzavano sulla vendita di tale prodotto. Ciò creò grave malcontento fra la popolazione e culminò nella ribellione che, di fatto, diede inizio alla guerra d'indipendenza.
Il 4 luglio 1776 il secondo congresso continentale, tenutosi a Filadelfia, dichiarò l'indipendenza della nazione chiamata "Stati Uniti d'America" con la Dichiarazione d'indipendenza degli Stati Uniti d'America, scritta da Thomas Jefferson. Il 4 luglio si celebra negli Stati Uniti la nascita della nazione americana. Essa venne creata secondo i principi repubblicani che enfatizzavano i doveri pubblici e aborrivano la corruzione e i diritti ereditari nobiliari.

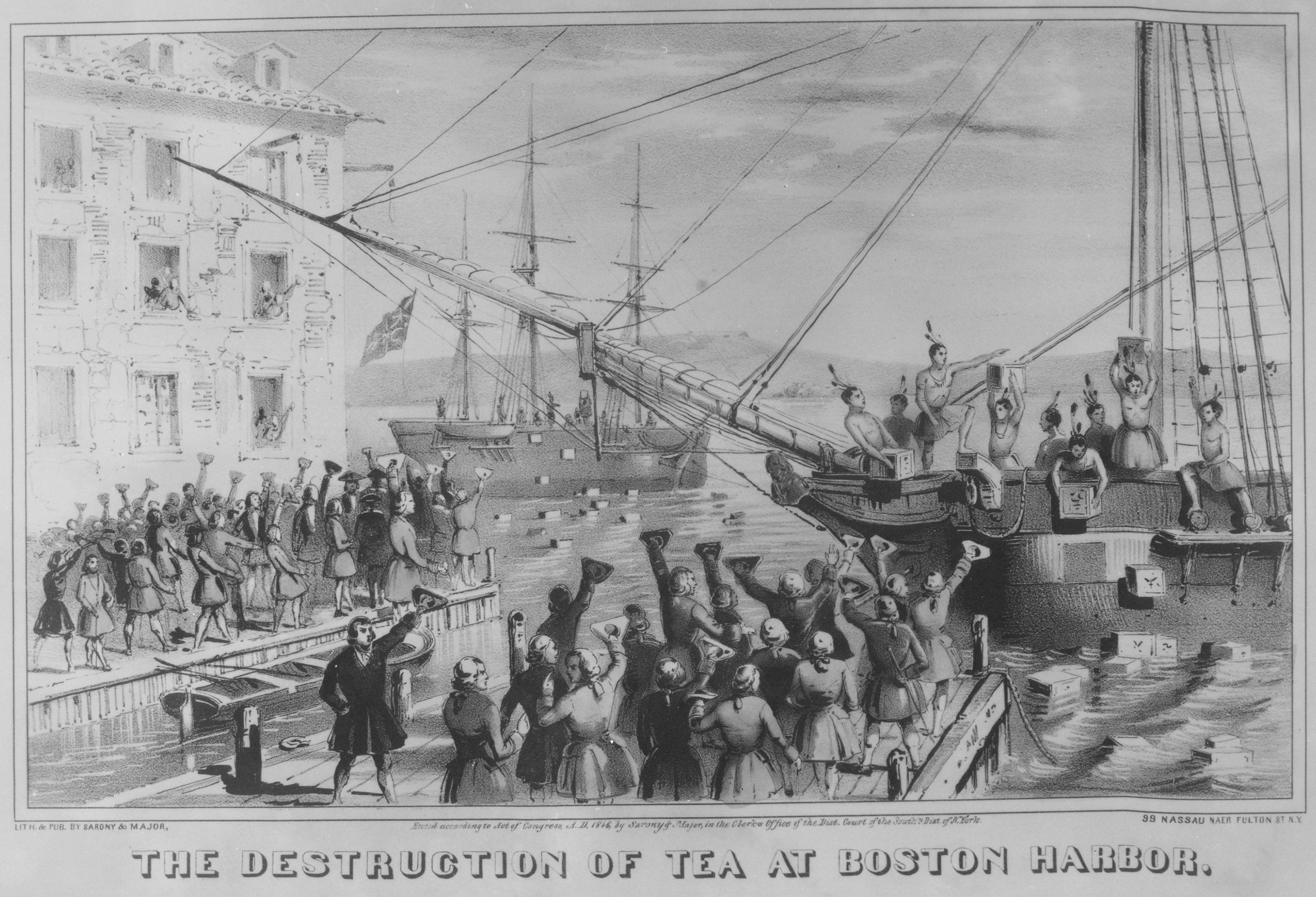
Il Boston Tea Party del 1773, spesso individuato come l'evento che diede il via alla rivoluzione americana

La Convenzione di Filadelfia o Convenzione Federale, che si riunì tra il 25 maggio e il 17 settembre 1787 nell'Independence Hall di Filadelfia, ebbe lo scopo di riformare gli Articoli della Confederazione. I delegati erano in totale 55 e provenivano da tutti i 13 Stati federati tranne il Rhode Island, che si era rifiutato di inviarne. Tra di essi c'erano Benjamin Franklin, George Washington, James Madison e Alexander Hamilton (spicca l'assenza di Thomas Jefferson, che in quel periodo si trovava in Francia, e di John Adams, in missione in Gran Bretagna).
La struttura del governo della nazione venne profondamente modificata il 4 marzo 1789, quando il popolo sostituì gli Articoli della Confederazione. con la Costituzione degli Stati Uniti d'America La nuova forma di governo rifletteva una radicale rottura con i sistemi del tempo, favorendo la rappresentatività popolare, con un esecutivo soggetto al controllo del parlamento. Il sistema repubblicano prese in prestito, in maniera assoluta, le idee dell'illuminismo e della filosofia occidentale e classica e fu posto l'accento sulla libertà individuale e sulla divisione dei poteri fra i diversi organi dello Stato.
La vittoria dei coloni alla battaglia di Saratoga indusse la Francia a stringere una libera alleanza con gli Stati Uniti. Nel 1781 un esercito composto da americani e francesi, mise in atto, con l'appoggio della flotta francese, l'assedio a Yorktown (Virginia), catturando una grande formazione dell'esercito britannico. La resa del generale Charles Cornwallis, che comandava la forza britannica, pose fine agli sforzi britannici di trovare una soluzione militare ai loro problemi con gli americani.
Una serie di tentativi di organizzare un movimento che sottolineasse le riforme attuate venne sancito nella convenzione costituzionale del 1787 a Filadelfia in Pennsylvania.

## Espansione verso ovest (1789-1849)

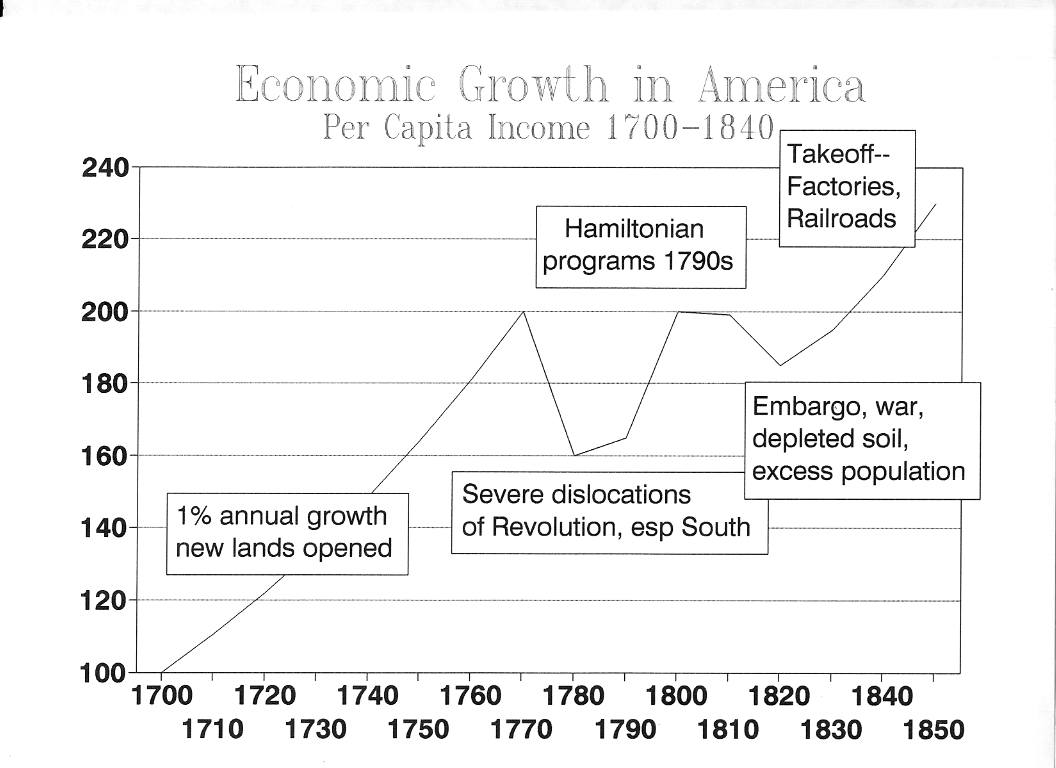
Crescita economica pro-capite negli Stati Uniti

George Washington eroe della guerra d'indipendenza americana, comandante in capo dell'Esercito Continentale e presidente della Convenzione costituzionale, divenne il primo Presidente degli Stati Uniti d'America a governare sotto l'egida della nuova Costituzione Americana. La Whiskey Rebellion del 1794, quando i coloni della valle del fiume di Monongahela, nell'ovest della Pennsylvania, protestarono contro una tassa federale su liquori e bevande distillate, rappresentò la prima seria prova per il neoeletto governo federale.
L'acquisto della Louisiana, nel 1803, diede ai coltivatori occidentali la possibilità di utilizzare il grande fiume Mississippi come via di comunicazione fluviale per i traffici commerciali, rimuovendo la presenza francese dalla costa occidentale degli Stati Uniti e dando nel contempo ai coloni americani la potenzialità per una grande espansione. In risposta alla imposizione inglese di arruolamento degli americani nella Royal Navy, il 12º Congresso degli Stati Uniti, diretto dagli uomini di Jefferson, aveva dichiarato guerra all'Impero britannico nel 1812. Gli Stati Uniti e la Gran Bretagna iniziarono così la Guerra del 1812, che terminò, dopo aspre battaglie, l'8 gennaio 1815. Il Trattato di Gand, che seguì alla guerra, essenzialmente diede luogo al mantenimento dello 'status quo ante bellum'. Finì così l'alleanza fra la Gran Bretagna e i nativi americani.
L'acquisto della Louisiana, di fatto, raddoppiò il territorio degli Stati Uniti e gli europei, che fino ad allora vi si erano trasferiti nel numero modesto di 10.000 l'anno, iniziarono una imponente migrazione di massa che durerà per circa un secolo e che farà aumentare in maniera esponenziale la popolazione degli Stati Uniti.
La dottrina di Monroe, espressa nel 1823, proclamò che le potenze europee non avrebbero più dovuto colonizzare o interferire con le genti dei territori d'America. Questo fu un momento determinante nelle relazioni internazionali degli Stati Uniti d'America, poiché Monroe affermò nel suo discorso che gli Stati Uniti non avrebbero tollerato alcuna intromissione negli affari americani, ad eccezione di quanto atteneva alle colonie americane di proprietà europea, da parte delle potenze del vecchio continente.

La crescita territoriale dal 1810 al 1920

Nel 1830 il Congresso approvò l'"Indian Removal Act", che autorizzava il presidente degli Stati Uniti a negoziare trattati, per lo scambio di terre, con le tribù indiane insediate negli Stati dell'est, convertendole con territori siti ad ovest del Mississippi. Questo venne stabilito da Andrew Jackson, eroe militare e presidente, con fare da tiranno astuto nei confronti delle popolazioni native. L'atto risultò determinante per la migrazione di migliaia di nativi verso i territori dell'ovest, causando, lungo il sentiero delle lacrime come venne definito, migliaia di morti fra gli indiani d'America. L'atto di rimozione provocò anche l'acquisizione della Florida spagnola generando così una serie di guerre con i nativi Seminole.
Il Messico rifiutò di accettare l'annessione del Texas avvenuta nel 1845 e ne scaturì una guerra nel 1846. Gli Stati Uniti, impiegando delle truppe regolari ed un grande numero di volontari, sconfissero il Messico a corto di risorse, guidato male e minato dalla divisione dei suoi comandi. L'opinione pubblica degli Stati Uniti rimase divisa poiché Whig e le forze anti-schiavitù si opposero alla guerra. Con il Trattato di Guadalupe Hidalgo del 1848, il Messico cedette agli Stati Uniti la California, il Nuovo Messico e alcune aree adiacenti. Nel 1850, il problema della schiavitù nei nuovi territori venne regolamentato dal Compromesso del 1850 raggiunto fra il membro del partito Whig, Henry Clay ed il democratico Stephen A. Douglas.

## Epoca della guerra civile (1849-1865)

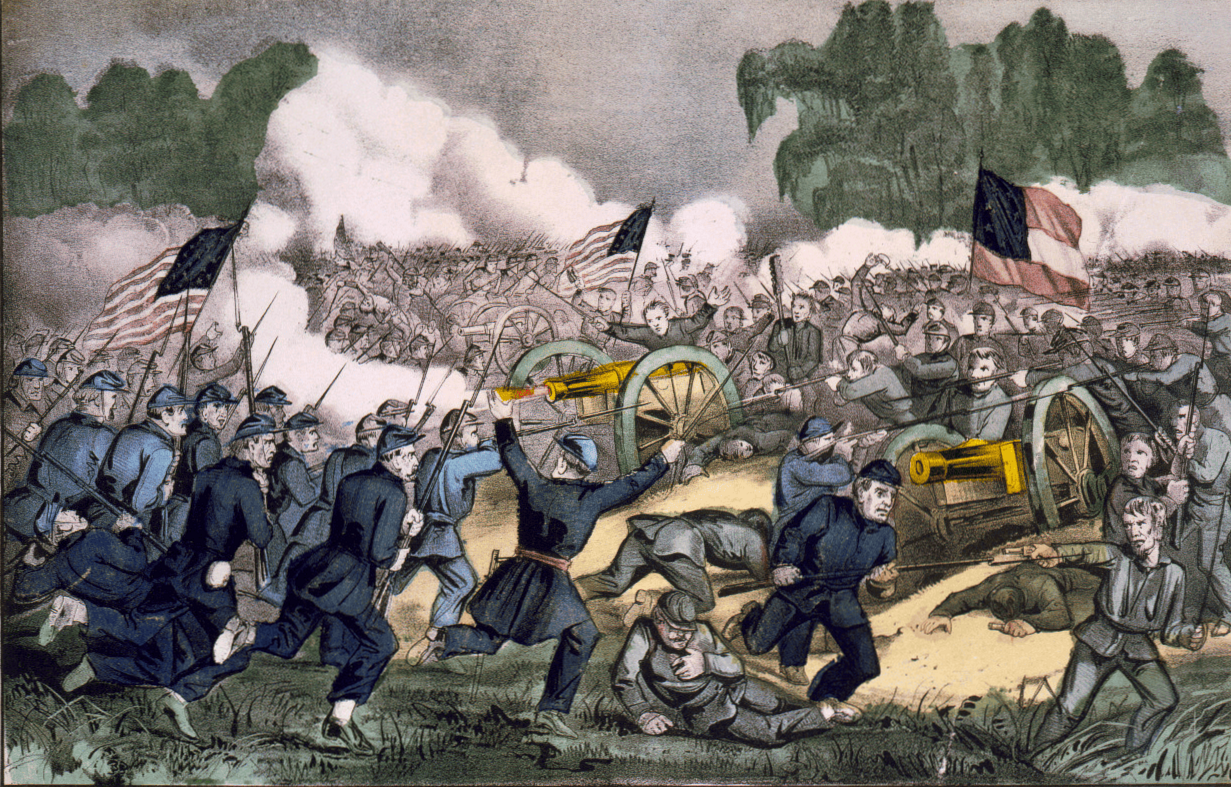
La Battaglia di Gettysburg, la più sanguinosa ed il punto focale della guerra civile americana

Alla metà del XIX secolo, gli americani bianchi degli Stati del nord e degli Stati del sud non furono capaci di accordarsi sulle differenze fra loro esistenti sul modo di essere governati, sulle questioni economiche e sulla schiavitù.
Nel 1854, il Kansas-Nebraska Act abrogò il Compromesso del 1850, stabilendo che ogni nuovo Stato dell'unione avrebbe deciso autonomamente la sua posizione sulla questione della schiavitù. A questo provvedimento, che di fatto contraddiceva il suo precedente Compromesso, Douglas sembra fosse giunto per dei motivi personali.
All'elezione di Abraham Lincoln (1860) a presidente degli Stati Uniti, gli Stati del sud dichiararono la secessione dall'Unione costituendo gli Stati Confederati d'America. Ne scaturì la guerra civile americana, che si concluse con la sconfitta dei Confederati.
La guerra civile ebbe inizio quando il generale dei Confederati, Pierre Beauregard, aprì il fuoco su Fort Sumter. Egli lo attaccò in quanto il forte, in mano ai militari dell'Unione, si trovava in territorio confederato. Assieme al nord-ovest della Virginia, cinque degli stati più schiavisti del nord non aderirono alla confederazione e vennero detti stati di frontiera. Incoraggiata dalla seconda battaglia di Bull Run, la confederazione iniziò la prima invasione del nord al comando del generale Robert Edward Lee che, con i suoi 55 000 uomini dell'esercito della Virginia del nord, attraversò il fiume Potomac ed entrò nel Maryland. La Battaglia di Antietam, vicino Sharpsburg, del 17 settembre 1862 fu la più sanguinosa battaglia di un giorno nella storia americana.
Agli inizi del 1864, Lincoln nominò il generale Ulysses S. Grant, comandante in capo dell'esercito dell'Unione. Il generale William Tecumseh Sherman marciò da Chattanooga ad Atlanta, sconfiggendo l'esercito confederato dei generali Joseph Eggleston Johnston e John Bell Hood.
L'esercito di Sherman devastò circa il 20% delle fattorie della Georgia nella sua marcia verso le coste dell'Oceano Atlantico e raggiunse Savannah nel dicembre 1864. Il generale Lee si arrese, con il suo esercito del nord Virginia, il 9 aprile 1865 ad Appomattox Court House.

## Ricostruzione e sviluppo dell'industrializzazione (1865-1918)

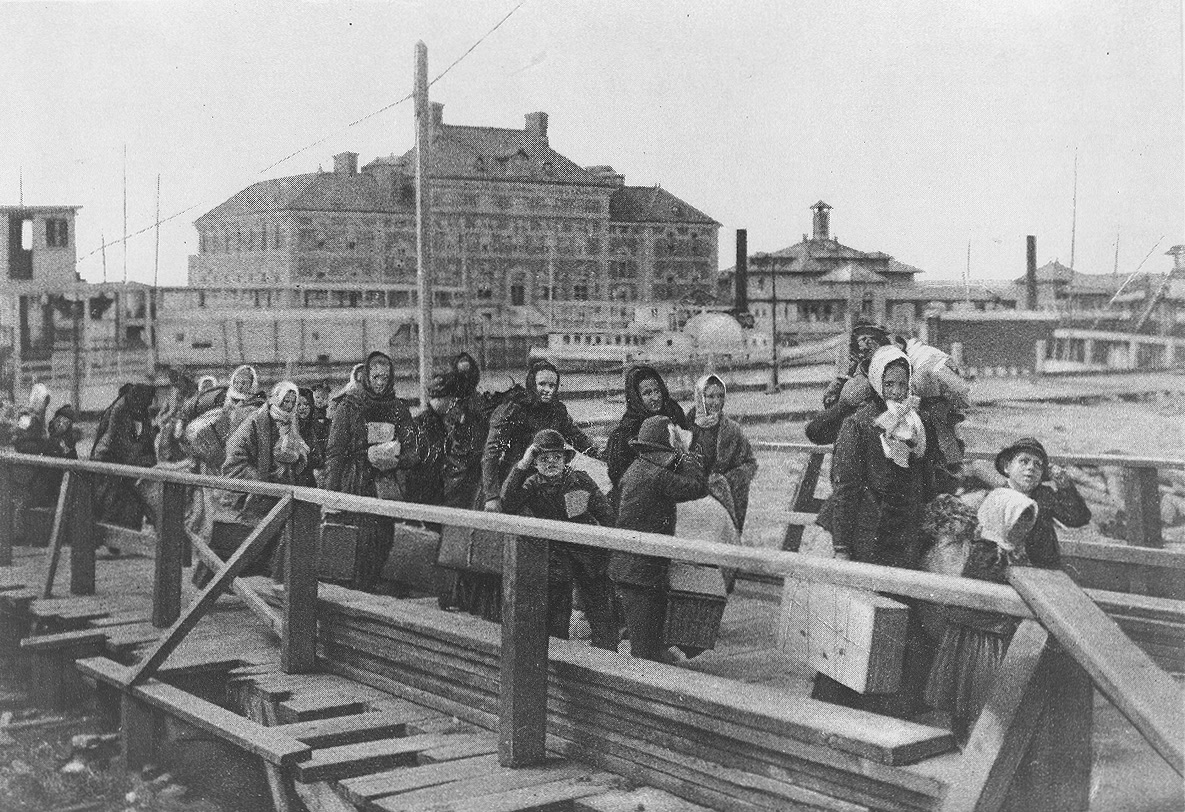
Ellis Island nel 1902, il maggior punto di immigrazione degli Stati Uniti fra la fine del XIX e l'inizio del XX secolo

Dopo la guerra civile, l'America andò incontro ad un livello di industrializzazione molto elevato, specialmente negli Stati del nord. Comunque, la ricostruzione ed il suo fallimento lasciarono, nel sud degli Stati Uniti, una forma di predominio dei bianchi sulla popolazione afro-americana, negando a quest'ultima i diritti civili (anche detti Inalienabili) e ponendola in uno stato di schiavitù economica, sociale e politica.
Le norme federali, fino all'elezione del presidente James Monroe, avevano come direttiva lo spostamento dei nativi americani in ben specificate zone, allontanandoli così dal resto della popolazione bianca, mentre le tribù venivano relegate in piccoli territori detti riserve. Nel 1876, l'ultima grande guerra Sioux esplose quando i cercatori d'oro, impegnati nella corsa all'oro dell'ovest, penetrarono nei loro territori.
Un'ondata di immigrazione senza precedenti servì a fornire manodopera alle nascenti industrie americane, creando delle comunità etniche presso località ancora non abitate. Gli abusi sul trattamento di questa abbondante manodopera furono oggetto di violente lotte fra i datori di lavoro e i sindacati che stavano sorgendo in quei tempi.
Gli Stati Uniti cominciarono ad affermarsi come nazione potente a livello internazionale per la crescita della sua popolazione, lo sviluppo dell'industria e per l'intervento in guerre al di fuori del loro territorio, come la Guerra ispano-americana che iniziò quando gli Stati Uniti protestarono per l'affondamento della nave USS Maine (ACR-1) da parte della Spagna, senza alcun motivo evidente.
Proseguendo nella politica di egemonia in campo economico, nel 1903, gli Stati Uniti stipularano il Trattato Hay-Bunau Varilla con lo Stato centro-americano di Panama con il quale ottenevano una concessione di 99 anni per una fascia di terra dell'ampiezza di 10 km, che andava dalla costa atlantica a quella del Pacifico, allo scopo di consentire la costruzione di un canale navigabile che consentisse di evitare il periplo di Capo Horn. Dopo varie difficoltà, i lavori iniziarono nel 1907 e si conclusero nel 1914. Questo periodo culminò nell'ingresso in guerra degli Stati Uniti nel 1917, verso la fine della prima guerra mondiale.

## La prima guerra mondiale
Il 6 aprile 1917 gli USA dichiarano guerra alla Germania, cambiando le sorti del conflitto. L'intervento ha due motivazioni essenziali:
- arrestare la guerra sottomarina tedesca, dalle conseguenze commerciali disastrose;
- l'interesse per una vittoria di Regno Unito e Francia, che avrebbe comportato la restituzione dei prestiti concessi a entrambi gli stati durante i precedenti anni di guerra.

Il paese abbandonò la sua tradizionale politica isolazionistica negli anni della prima guerra mondiale (1914-18). Sotto la presidenza del democratico Thomas Woodrow Wilson (1913-21), che in politica interna riprese in parte il programma di Theodore Roosevelt, gli usa dapprima si dichiararono neutrali e poi, nel 1917, entrarono direttamente in guerra, schierando la loro enorme potenza industriale e finanziaria con le potenze dell’Intesa e contro gli Imperi centrali.
Terminato il conflitto, il presidente Wilson si fece promotore di un nuovo ordine internazionale fondato sui principi della democrazia e dell’autodeterminazione dei popoli e sulla creazione di una Società delle Nazioni in grado di dirimere, secondo i meccanismi della ‘sicurezza collettiva’, le controversie internazionali. Ma il Congresso e l’opinione pubblica americana preferirono tornare al tradizionale isolazionismo della politica estera statunitense, con il risultato che la Società delle Nazioni, voluta da Wilson, nacque senza la partecipazione degli Stati Uniti.

## Primo dopoguerra, proibizionismo e grande depressione (1918-1940)
In seguito alla prima guerra mondiale, gli Stati Uniti d'America crebbero notevolmente in statura come potenza nel mondo economico e militare. Dopo la rivoluzione d'ottobre avvenuta in Russia, negli Stati Uniti si diffuse una grande paura per la nuova dottrina comunista che si andava affermando nella vecchia Europa e per la potenza sovietica in fase crescente.

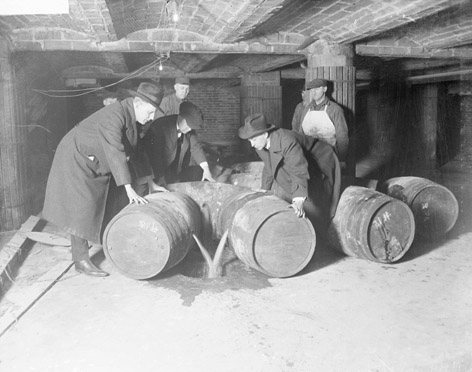
Agenti sequestrano barili di alcol a Chicago nel 1921

Il Senato degli Stati Uniti non ratificò il Trattato di Versailles imposto dai loro alleati agli Stati della coalizione sconfitta e decise di scegliere la via dell'unilateralismo se non quella dell'isolazionismo.
Nel 1920, venne proibita la produzione, importazione, esportazione e commercio delle bevande alcoliche come decretato dal XVIII emendamento della Costituzione americana. Il Proibizionismo dichiarò illegali birrerie e fuorilegge i commercianti di bevande alcoliche che facevano grandi guadagni vendendo alcol contro le prescrizioni di legge. Il proibizionismo fu però un fallimento ed ebbe termine nel 1933 con la promulgazione del XXI emendamento della costituzione.
Durante gli anni venti del XX secolo, gli Stati Uniti godettero di un periodo di prosperità poco equilibrata: i prezzi dei prodotti agricoli diminuirono e i profitti industriali crebbero a dismisura. La rapida espansione fu alimentata da un aumento del debito ed un anomalo aumento delle quotazioni di borsa. Nel 1929 il crollo verticale della borsa ridusse in cenere i valori delle aziende e la conseguente grande depressione obbligò lo Stato a riavviare l'economia aiutando le aziende a risollevarsi con il provvedimento del New deal di Roosevelt. Il recupero fu rapido in tutte le aree.

## Seconda guerra mondiale (1939-1945)

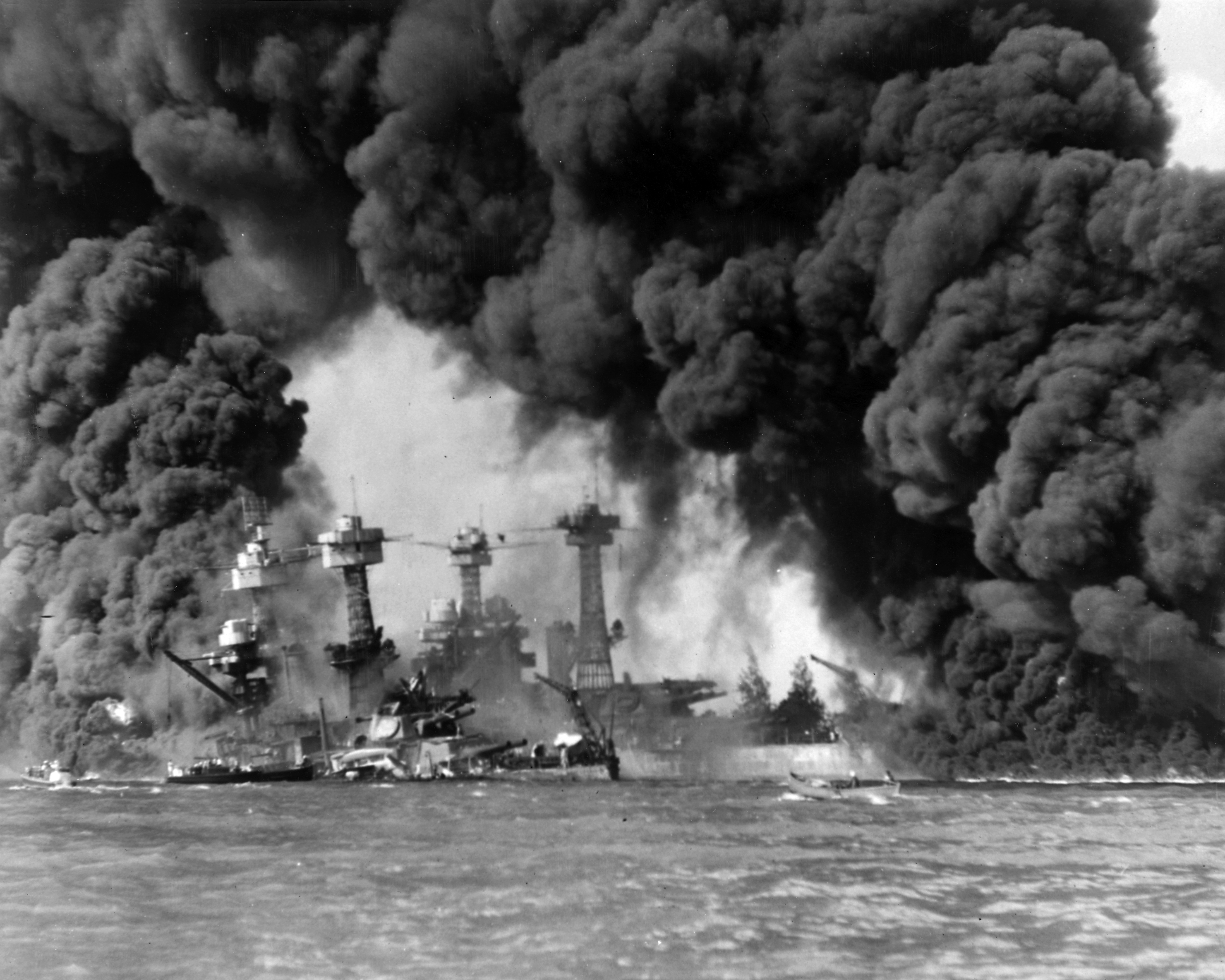
Le navi da guerra statunitensi USS West Virginia e USS Tennessee, bombardate nella base navale di Pearl Harbor

Dopo lo scoppio della seconda guerra mondiale, come era già successo con la prima, gli Stati Uniti furono l'ultimo dei 17 Paesi alleati a dichiarare guerra, dopo aver subito l'attacco alla base di Pearl Harbor da parte del Giappone. Fino ad allora una politica di isolazionismo aveva negato l'ingresso in guerra soltanto a seguito di un attacco diretto contro il territorio americano. Alcuni contributi attivi e potenziali che gli Stati Uniti avrebbero potuto dare allo scoppio della guerra il 1º settembre 1939, furono limitati dall'impreparazione generale del paese per un conflitto di tale dimensione. Le forze armate americane erano significativamente meno forti rispetto alle forze equivalenti di Francia, Germania, Gran Bretagna, Unione Sovietica e Giappone, consentendo al presidente Franklin Roosevelt di giustificare questa neutralità per permettere al paese di riarmarsi.
Il primo contributo dato dagli Stati Uniti alla guerra fu il taglio delle forniture di petrolio e materie prime al Giappone che ne aveva grande bisogno per condurre l'offensiva militare in Manciuria, e nello stesso tempo l'aumento degli aiuti militari e finanziari alla Cina. Il primo contributo alle potenze alleate venne un anno dopo l'inizio delle ostilità, a settembre del 1940, quando gli Stati Uniti cedettero alla Gran Bretagna 50 vecchie cacciatorpediniere in cambio di alcune basi militari nei Caraibi. Questo fu seguito, a dicembre del 1940, da un piano di concessione in affitto alla Gran Bretagna di materiale militare.
Il 31 ottobre 1941, più di due mesi prima dell'attacco a Pearl Harbor, un cacciatorpediniere americano che stava scortando navi da carico nell'Atlantico, fu affondato da un sottomarino tedesco. Questa azione non determinò comunque la dichiarazione di guerra alla Germania. Il 7 dicembre 1941 il Giappone attaccò la base navale americana di Pearl Harbor, giustificando l'azione come una reazione all'embargo americano nei loro confronti. Franklin D Roosevelt lo considerò "Una data che vivrà nell'infamia", mentre il resto del mondo lo considerò come il risveglio di un gigante a riposo. Gli Stati Uniti decisero così di entrare in guerra immediatamente.

### La guerra contro la Germania
All'entrata in guerra, gli Stati Uniti compresero che non avrebbero potuto combattere, contemporaneamente contro Giappone e Germania. Così fu deciso di concentrarsi sulla guerra contro la Germania in Europa, mantenendo una posizione difensiva nel Pacifico finché Hitler non fosse stato sconfitto. Gli Stati Uniti per prima cosa dovettero concentrare una grande forza aerea in Inghilterra per bombardare la Germania. Essi portarono un aereo da bombardamento che era superiore a qualsiasi aereo mai visto prima, il B-17 detto fortezza volante. L'Inghilterra aveva abbandonato da molto tempo le incursioni diurne a causa delle perdite inflitte ai suoi aerei dalle difese contraeree tedesche e dalla Luftwaffe. La superiorità tecnica del B-17 permise agli americani di condurre incursioni durante il giorno mentre gli inglesi continuavano i bombardamenti durante la notte.
La prima azione americana di guerra sulla terraferma fu condotta assieme agli eserciti britannico ed australiano, in Nordafrica nella campagna di Tunisia (17 novembre 1942 – 13 maggio 1943) che determinò la sconfitta definitiva delle forze dell'Asse in Africa. Questo territorio era una delle due zone cruciali, assieme all'Oceano Atlantico, per il controllo del traffico navale. Dal maggio 1943 gli alleati controllarono il canale di Suez fino alla fine della guerra. La marina militare americana ebbe un ruolo difensivo notevole nell'Atlantico nel proteggere i trasporti delle attrezzature militari destinate all'Europa e i rifornimenti delle proprie forze armate. Questo consentì un rifornimento regolare degli eserciti alleati mentre la Germania doveva combattere contro i bombardamenti che danneggiavano seriamente le sue fabbriche di produzione degli armamenti.
Il 10 luglio 1943 la Settima Armata americana del generale George Patton sbarcò in Sicilia, fra la città di Licata nelle spiagge di Mollarella, Torre di Gaffe, Playa, Falconara e la città di Gela, mentre l'Ottava Armata, comandata dal generale Montgomery, sbarcava fra Pachino e Siracusa. Risalendo l'Italia gli americani combatterono con le truppe italo-tedesche fino alla resa dell'Italia con l'armistizio dell'8 settembre 1943 e la fuga del Re Vittorio Emanuele III. Gli americani proseguirono l'avanzata fronteggiati dalle truppe tedesche in ritirata fino al 13 ottobre 1943 quando l'Italia dichiarò guerra alla Germania schierandosi con gli alleati. Il 4 giugno 1944, dopo la sanguinosa battaglia di Monte Cassino, le truppe alleate liberano Roma.

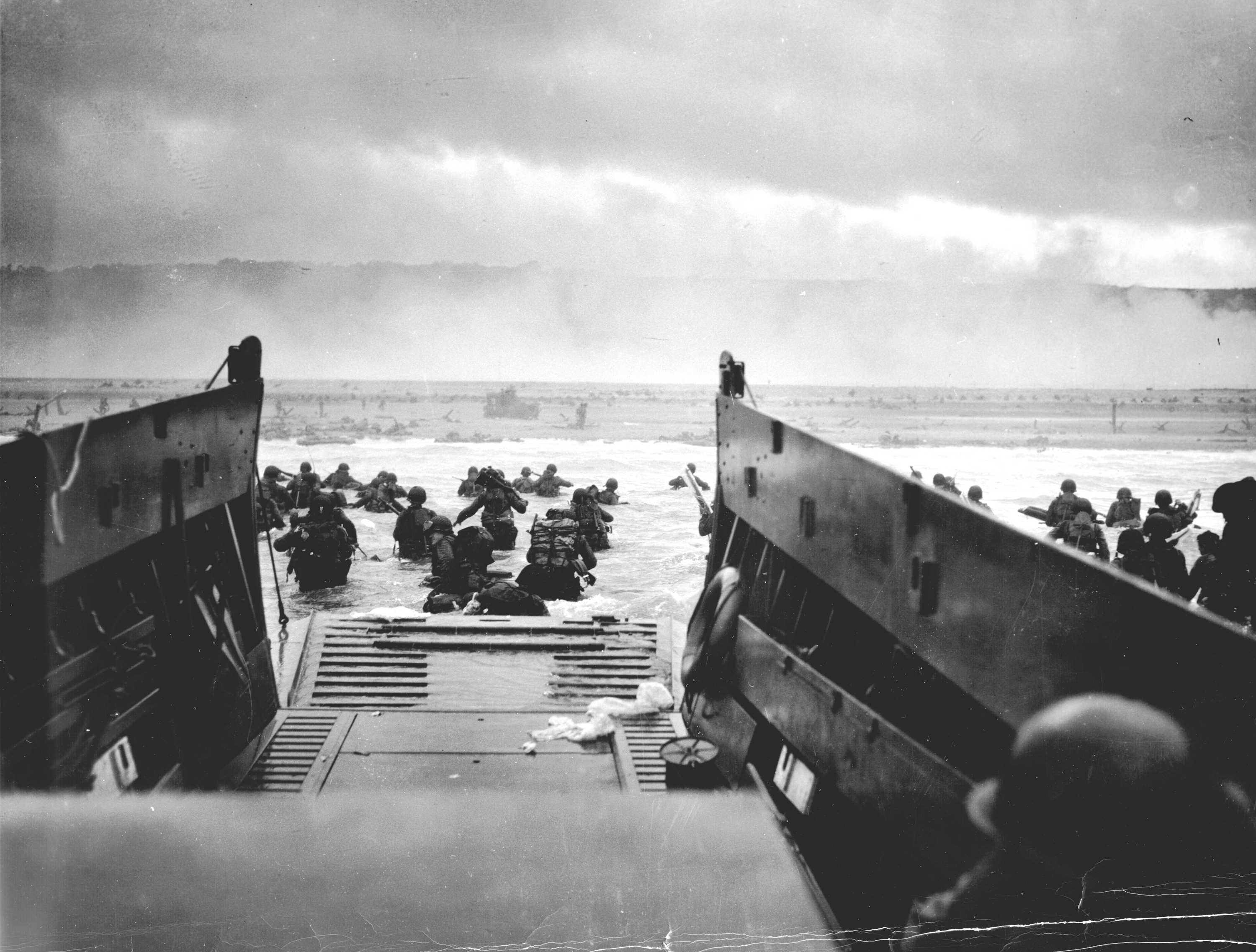
Lo sbarco degli Alleati in Normandia

Agli inizi del 1944 venne progettata un'invasione dell'Europa attraverso il mare. La Germania si stava preparando a fronteggiare questo evento ma la distruzione della rete spionistica tedesca da parte dell'Inghilterra e l'infiltrazione delle spie inglesi in territorio tedesco, fecero sì che il progetto colse di sorpresa gli avversari. Quello che accadde il 6 giugno 1944 o il D-Day come venne definito, fu la più grande operazione militare mai messa in atto. Sbarcò sulle coste della Normandia una forza dirompente che spinse l'esercito tedesco verso la Germania e lo inseguì attraverso l'Europa. Hitler che si attendeva uno sbarco al Passo di Calais fu sorpreso e non poté opporre una adeguata resistenza alle preponderanti forze alleate. Quando fu chiaro che lo sbarco avveniva in Normandia, cercò di spostare le sue forze ma era già troppo tardi per rimediare. In totale circa 5 000 navi, 10 000 aerei e 176 000 uomini presero parte all'invasione che rappresentò una vittoria decisiva per gli alleati.
Dopo lo sbarco in Normandia gli americani contribuirono notevolmente all'andamento della guerra, con combattimenti accaniti nell'offensiva delle Ardenne contro i tedeschi, nonostante la disparità di forze in campo. Le battaglie stressarono gli americani che persero 19 000 uomini durante la battaglia. Le incursioni di bombardamento alleate sulla Germania aumentarono a livelli senza precedenti dopo l'invasione del D-Day, con l'impiego del 70% di tutte le bombe lasciate cadere sulla Germania nell'arco di tutta la guerra. La Germania fu distrutta, il Paese era ormai ridotto ad un ammasso di macerie e i soldati tedeschi moralmente e fisicamente sfiniti. Il 30 aprile 1945, con Berlino completamente conquistata dalle forze sovietiche ed il suo Paese in brandelli, Adolf Hitler si suicidò per non subire l'onta della resa. L'8 maggio 1945 la guerra contro la Germania era finita, a seguito della resa incondizionata dei tedeschi agli eserciti alleati.
Alla fine della guerra il 66% di tutte le truppe alleate in Europa occidentale erano americane.

### La guerra contro il Giappone
A causa dell'impegno degli Stati Uniti a combattere contro Hitler in Europa, i primi anni della guerra contro il Giappone furono condotti sulla difensiva, con la marina americana che tentava di impedire a quella giapponese di conquistare l'egemonia sull'Oceano Pacifico. Inizialmente il Giappone vinse facilmente la maggior parte delle battaglie navali contro gli americani. Il paese del sol levante costituì delle forti basi navali a Guam, in Thailandia, in Malaysia, ad Hong Kong, in Papua Nuova Guinea, in Indonesia ed in Birmania. Questo fu fatto con grande facilità e velocità e fu simile alla famosa guerra lampo tedesca in Europa. Questo era un momento importante nella storia del Giappone che disponeva soltanto di un 10% della capacità industriale degli Stati Uniti.

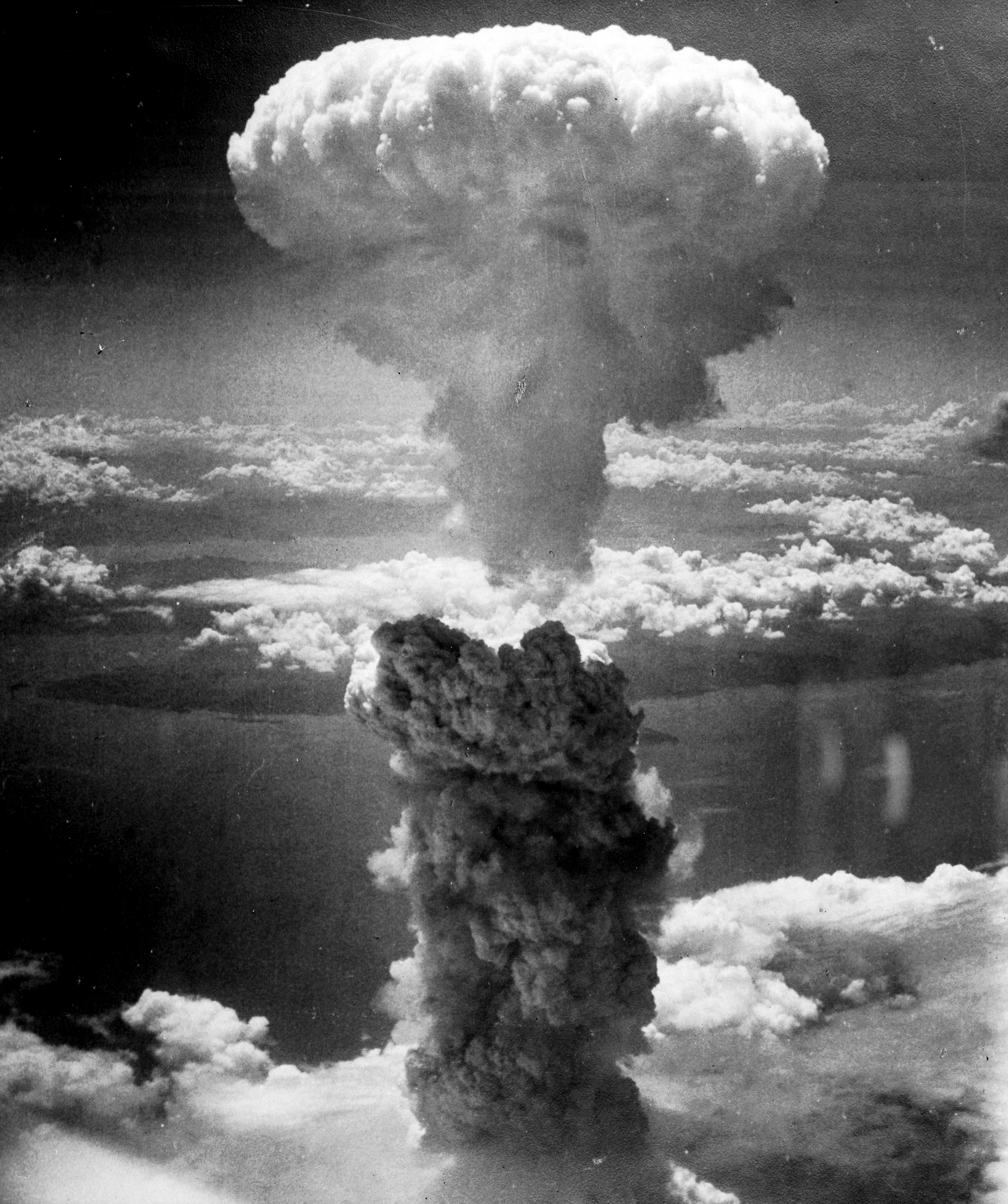
La nube delle bomba atomica lanciata sulla città di Nagasaki si levò per 18 km sull'ipocentro della sua caduta

Il punto culminante di questo periodo fu la battaglia delle Midway del giugno 1942. Gli Stati Uniti, scoprendo il codice crittografico della Marina imperiale giapponese, furono in grado di predisporre le loro navi in modo da poter colpire la flotta giapponese infliggendole una sconfitta determinante. A seguito di questa vittoria, la prima nello scacchiere del Pacifico, gli Stati Uniti diressero i loro sforzi verso la Cina dove costruirono una grande base aerea che avrebbe consentito loro di iniziare i bombardamenti sul territorio giapponese con i loro Boeing B-29 Superfortress. Gli americani cominciarono a selezionare le isole minori giapponesi, meno difese, come obiettivi dei loro attacchi. Così operando, inavvertitamente, ottennero quella che sarebbe diventata la più grande loro vittoria dell'intera guerra.
Dopo aver sconfitto le truppe giapponesi ed essere sbarcati nelle isole Marianne, i giapponesi reagirono inviando sei portaerei con 430 aerei per controbattere l'attacco americano. La battaglia del Mare delle Filippine che venne combattuta il 19 giugno 1944 fu detta "Il tiro al bersaglio delle Marianne". I piloti americani riuscirono ad abbattere ben 369 dei 430 aerei giapponesi, caccia e bombardieri, e a colpirne molti altri. Soltanto 36 aerei giapponesi rimasero operativi dopo questa battaglia, circa l'otto percento di quelli che vi avevano partecipato.

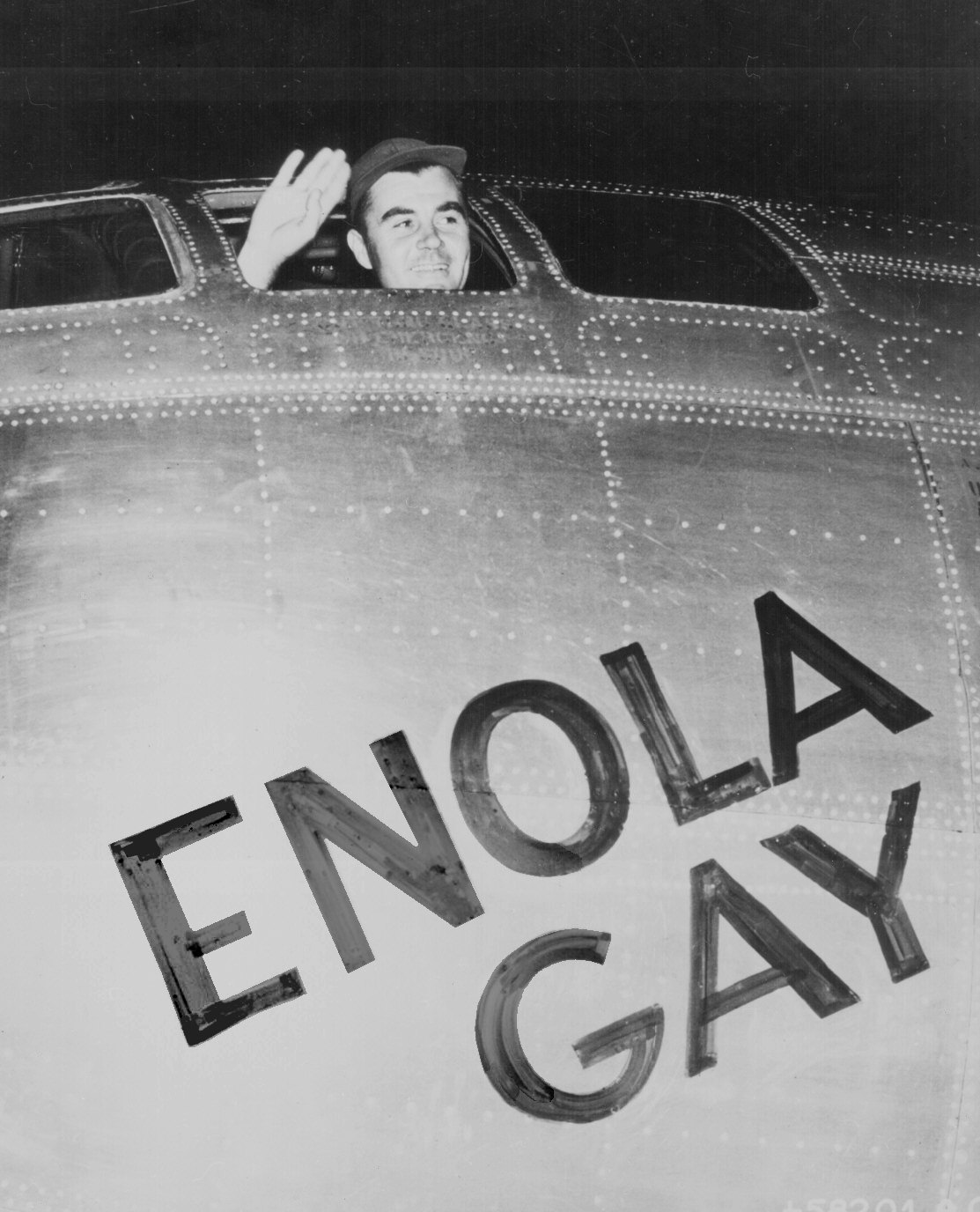
Il pilota Paul Tibbets a bordo dell'Enola Gay

La guerra del Pacifico divenne il più grande conflitto navale della storia. La Marina americana emerse vittoriosa dopo un inizio in sordina, distruggendo quasi completamente la grande marina giapponese.
A questo punto, le forze americane erano pronte per l'invasione del Giappone per costringerlo alla resa. La decisione di usare armi nucleari per porre fine al conflitto era diventato uno dei temi più dibattuti da parte americana. I sostenitori dell'uso delle bombe sostenevano che un'invasione sarebbe costata un prezzo insostenibile in vite umane, come dimostrato da quanto accadde nella battaglia di Okinawa. Gli stessi sostennero che un bombardamento di tipo convenzionale avrebbe procurato enormi perdite nella popolazione civile come si era riscontrato nel bombardamento di Tokyo. I contrari sostenevano che si sarebbe dovuto far conoscere ai giapponesi i risultati allucinanti prodotti da quel tipo di bomba, allo scopo di costringerli alla resa.

Nel corso di questo dibattito, la prima bomba atomica venne lanciata su Hiroshima il 6 agosto 1945 e i giapponesi ne furono completamente scioccati. La seconda bomba venne lanciata su Nagasaki il 9 agosto. Il 15 agosto 1945 i giapponesi si arresero incondizionatamente e la guerra ebbe così termine. La fine della guerra avvenne senza una sanguinosa invasione ed in modo veloce come previsto dagli americani.

## Inizio della guerra fredda e movimento dei diritti civili del XX secolo (1945-1964)

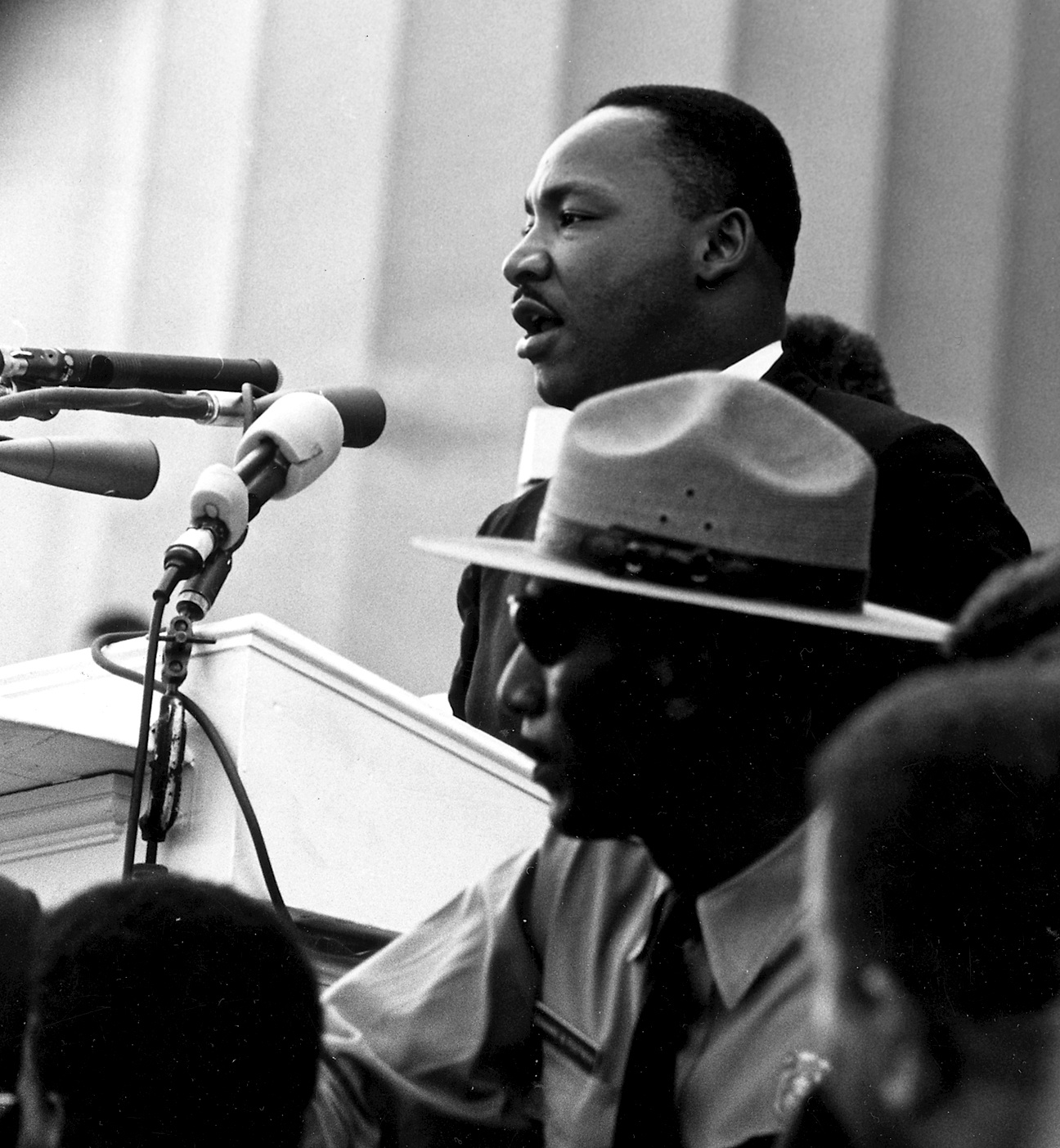
Martin Luther King pronuncia il discorso Ho un sogno alla marcia di Washington per la libertà del lavoro nel 1963

Dopo la conclusione della seconda guerra mondiale, gli Stati Uniti d'America emersero come una delle due superpotenze dominanti assieme all'Unione Sovietica. Il Senato americano, il 4 dicembre 1945, votava l'adesione degli Stati Uniti all'ONU, segnando così una svolta nella politica isolazionista americana. L'era del dopoguerra venne definita della guerra fredda in quanto sia gli Stati Uniti che l'URSS tentarono di espandere la sfera delle loro influenze, l'una a danno dell'altra. Questa situazione determinò una massiccia corsa agli armamenti che si sviluppò anche e soprattutto nell'armamento non convenzionale. Questa situazione determinò diverse crisi mondiali che rischiarono di portare il mondo alla terza e definitiva guerra mondiale. In questa ottica si ricordano la guerra di Corea e la crisi missilistica di Cuba. All'interno degli Stati Uniti, la guerra fredda suscitò preoccupazioni sull'influenza che poteva produrre nel paese la diffusione della dottrina comunista nel mondo. Per questo motivo il Governo degli Stati Uniti incoraggiò gli investimenti nello sviluppo della matematica e delle scienze fisiche che portarono alla corsa all'esplorazione dello spazio.

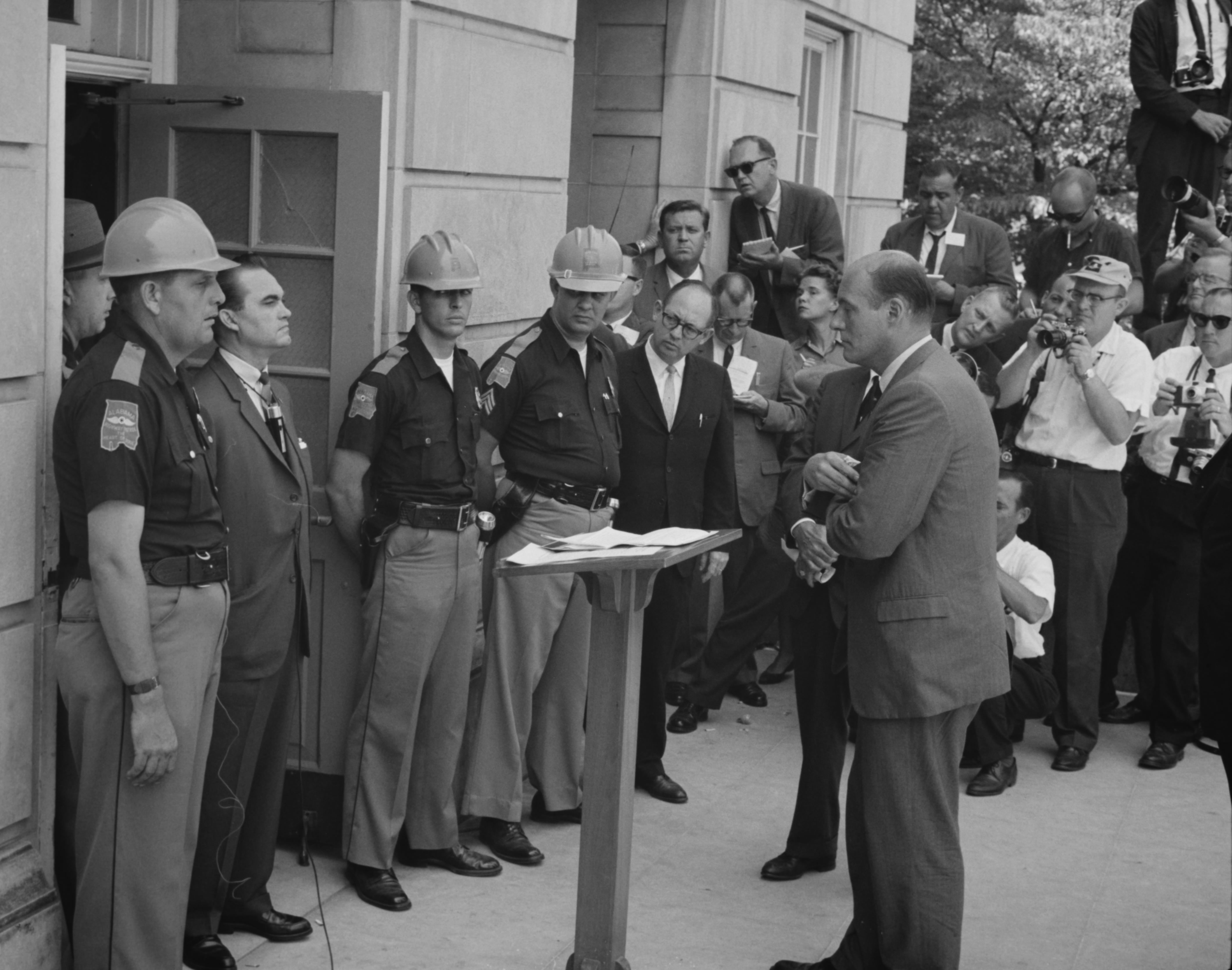
Alabama il governatore George Wallace tenta di bloccare l'abolizione della segregazione razziale all'Università dell'Alabama nel 1963

Nel decennio successivo alla fine della seconda guerra mondiale, gli Stati Uniti divennero dominatori geopolitici imponendo la loro influenza nel campo economico, politico, tecnologico, militare e culturale. A seguito del collasso dell'Unione Sovietica, seguito alla caduta del muro di Berlino e la conseguente fine degli stati socialisti, gli Stati Uniti rimasero la sola potenza egemone a livello mondiale.
Il potere degli Stati Uniti venne comunque limitato da accordi internazionali e da situazioni militari, politiche ed economiche. Al centro della cultura borghese, dall'inizio degli anni cinquanta del XX secolo, vi fu l'ossessione per il consumismo che si andò sempre più affermando nei decenni successivi.

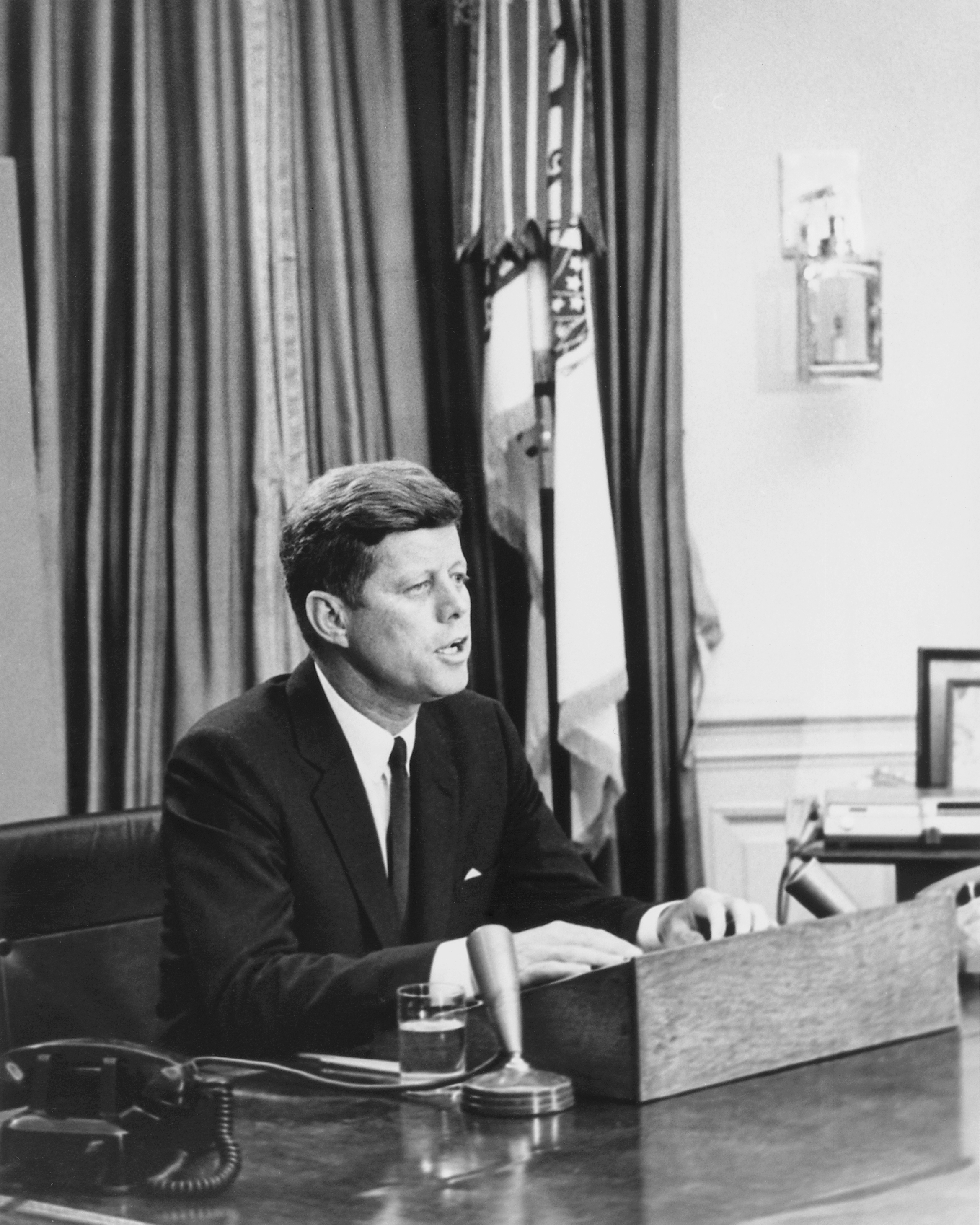
Il presidente Kennedy parla dei diritti civili l'11 giugno del 1963

John Fitzgerald Kennedy venne eletto presidente degli Stati Uniti nel 1960. Noto per il suo carisma, fu uno dei due presidenti cattolici nella storia degli Stati Uniti. La famiglia Kennedy portò una ventata di novità e vigore nella vita della Casa Bianca. Durante la presidenza Kennedy si verificarono le crisi più gravi del periodo della guerra fredda, che raggiunse il punto più elevato con la crisi missilistica cubana del 1962. Ma la presidenza di Kennedy durò poco in quanto egli venne assassinato a Dallas in Texas il 22 novembre 1963.
Nel frattempo, grandi masse di americani continuarono nella migrazione dalle fattorie verso le grandi città ed il razzismo, ancora radicato negli Stati del sud, venne sfidato dall'affermarsi del Movimento per i diritti civili e da personalità afro-americane come Malcolm X e Martin Luther King. Durante gli anni sessanta, le leggi di Jim Crow che avevano legalizzato la segregazione razziale dei neri finirono di avere effetto nella società.

## Guerra fredda (1964-1980)
La guerra fredda continuò per tutti gli anni sessanta, e gli Stati Uniti intrapresero la Guerra del Vietnam la cui impopolarità crescente alimentò i già esistenti movimenti sociali, inclusi quelli delle donne, delle minoranze etniche e dei giovani.

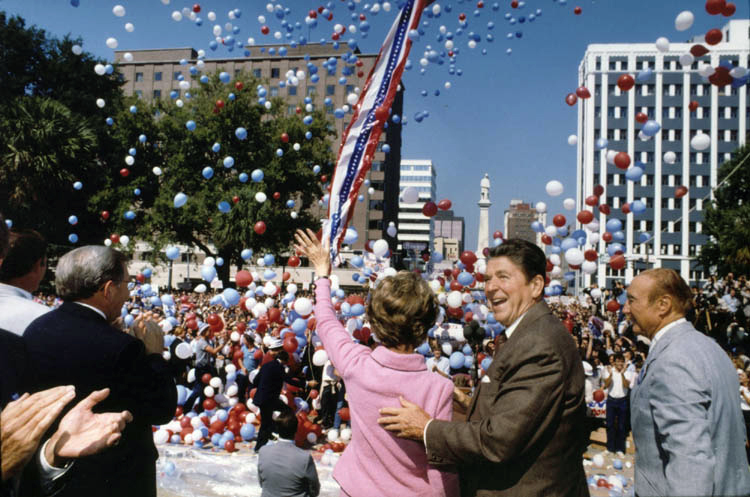
Ronald Reagan con la moglie Nancy durante la campagna elettorale nel 1980

La contrapposizione tra i due paesi egemoni Stati Uniti e Unione Sovietica andò sempre più radicalizzandosi a causa della paura reciproca che l'uno potesse sorprendere l'altro ed annientarlo. Questa paura diede impulso alla più grande corsa agli armamenti che fosse mai esistita prima di allora. Vennero creati due contrapposti arsenali nucleari che a mezzo dei missili intercontinentali e con i sommergibili a propulsione nucleare potevano in ogni momento colpire il territorio di ognuna delle due potenze egemoni. Il grande sforzo diede anche impulso alla conquista dello spazio che vide le due nazioni alternarsi alla ribalta della cronaca con delle imprese che diedero un grande impulso al progresso dell'umanità. Fra le più eclatanti si ricordano il lancio del primo satellite artificiale realizzato dall'U.R.S.S. nel 1957 con lo Sputnik 1, il primo volo umano nello spazio realizzato dal sovietico Jurij Gagarin il 12 aprile 1961 e la conquista della luna realizzata dagli americani, con la missione Apollo 11, che il 21 luglio 1969 portò due astronauti americani a toccare il suolo lunare.
In politica interna i programmi sociali del presidente Lyndon Johnson e l'attività della Commissione Warren inserirono molte riforme sociali per tutti gli anni sessanta. In questo periodo nacque il movimento femminista e si sviluppò il dibattito sui problemi ambientali e sui diritti civili.
Nei primi anni settanta il successore di Johnson, Richard Nixon, pose fine alla guerra del Vietnam con la conseguente fine del governo vietnamita del sud appoggiato dagli americani. La guerra aveva causato la morte di oltre 50.000 soldati americani e di più di un milione di vietnamiti. Il mandato presidenziale di Nixon subì però una fine ignominiosa a causa dello scandalo Watergate. L'embargo dell'OPEC e la crescita modesta dell'economia determinarono uno stato di stagflazione sotto la presidenza di Jimmy Carter che concluse gli anni settanta.

## La fine della guerra fredda (1980-1988)

Nelle elezioni presidenziali del 1984, Ronald Reagan vinse in 49 Stati conquistando il maggior numero di Stati mai ottenuto da un presidente degli Stati Uniti

Ronald Reagan produsse un grande rimescolamento nella politica americana nell'elezione presidenziale del 1980 e in quella successiva del 1984. Questo effetto fu dovuto allo scontento degli elettori democratici appartenenti a diverse classi sociali e gruppi economici. I democratici che votarono per Reagan furono attratti dalla sua politica, dalla sua personalità, dal suo conservatorismo sociale e dalle sue idee in politica estera.

Ronald Reagan, sullo sfondo della Porta di Brandeburgo, pronuncia un discorso nel quale invita Michail Gorbačëv ad abbattere il Muro di Berlino, poco prima della fine della guerra fredda

In questo settore non vi fu uniformità di vedute fra la politica del presidente e quella dell'opposizione democratica. I democratici, infatti, si opposero strenuamente alla politica di Reagan di appoggiare i guerriglieri del Contras in Nicaragua. Reagan decise altresì di realizzare un sistema anti missile detto SDI per prevenire eventuali attacchi da parte dei sovietici. Quando venne eletto Michail Gorbačëv come presidente dell'Unione Sovietica, molti repubblicani conservatori furono scettici sull'amicizia di Reagan con il presidente sovietico. Gorbačëv, molto più aperto dei suoi predecessori, tentò di salvare il comunismo in Russia ponendo termine alla corsa agli armamenti e nel 1989 sciolse l'impero sovietico, fino alla dissoluzione dell'Unione Sovietica nel 1991.

## Dagli anni 1990 a oggi
Dopo la dissoluzione dell'Unione Sovietica nel 1991, gli USA erano la superpotenza dominante a livello mondiale e il Giappone, talvolta visto come il principale rivale economico degli USA, si trovava in un periodo di stagnazione. Durante gli anni 1990 nacque e si affermò "New Economy", a fronte di una crescita economica generale, l'incremento relativamente alto della produzione reale, bassi tassi di inflazione e un crollo del tasso di disoccupazione sotto la soglia del 5%. Internet e le tecnologie correlate ebbero la prima ampia penetrazione nell'economia, portando ad una bolla speculativa, spinta dalle imprese tecnologiche, a Wall Street. Nella prima metà del decennio si registrarono alcuni episodi come l'attentato al World Trade Center del 1993 e l'attentato di Oklahoma City del 1995, che destarono grande impressione nell'opinione pubblica statunitense.
Tuttavia anche l'immigrazione, proveniente principalmente da America Latina ed Asia crebbe, determinando un cambiamento nella composizione demografica della popolazione statunitense dei decenni a venire, come ad esempio la componente ispanica che sostituì gli afro-americani e gli asioamericani come principale minoranza.

### La prima guerra del Golfo e le elezioni del 1992
Dopo l'invasione del Kuwait gli USA intervennero militarmente in Iraq, scatenando la prima Guerra del Golfo. A seguito dell'elezione a presidente degli Stati Uniti di Bill Clinton, nel 1992, il paese andò incontro alla maggiore espansione economica nella sua storia. La presidenza Clinton fu segnata dallo scandalo sexgate che coinvolse personalmente il Presidente.

### Gli attentati terroristici del 2001, la guerra al terrorismo e la crisi economica

L'attacco alle Torri Gemelle di New York l'11 settembre 2001

Durante la presidenza di George W. Bush il terrorismo islamista colpì gli Stati Uniti ed il mondo intero con gli attentati dell'11 settembre 2001 alle torri del World Trade Center di New York ed al Pentagono. Nella stessa giornata un altro volo dirottato precipitò in una foresta nello Stato della Pennsylvania. In quel giorno morirono circa 3000 persone di 70 nazionalità diverse, mentre oltre 6000 rimasero ferite.
In risposta a questi attentati, il presidente George W. Bush, con il supporto degli alleati della NATO e di altre nazioni della comunità internazionale, invase l'Afghanistan nel 2001 sconfiggendo il regime teocratico dei Taleban. Sia pur molto criticato, il presidente Bush continuò la guerra al terrorismo con l'invasione dell'Iraq e la cattura di Saddam Hussein nel 2003. Questa seconda invasione incontrò notevole impopolarità in molte parti del mondo ed innescò un'accesa campagna anti-americana. Riguardo alle cronache delle vicende interne, nell'agosto 2005, l'uragano Katrina devastò la regione costiera dello Stato della Louisiana ed in particolare la città di New Orleans. L'impreparazione del governo emerse in maniera drammatica e l'amministrazione subì delle critiche per la lentezza e l'inefficacia dei soccorsi.

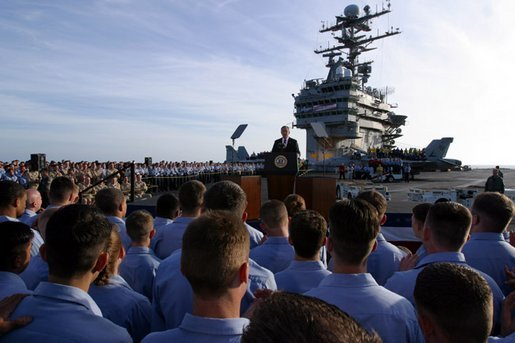
George W. Bush rivolge un discorso alla nazione dalla nave USS Abraham Lincoln

Nel 2006 lo scontro politico interno continuò dibattendo importanti questioni come l'aborto, le ricerche sulla fusione a freddo dell'atomo, i matrimoni omosessuali, la riforma dell'immigrazione e la opportunità di continuare la guerra in Iraq. Il rincaro del prezzo del greggio pose gli Stati Uniti di fronte alla consapevolezza della dipendenza estrema di molti degli alleati occidentali dagli approvvigionamenti di energia a prezzi moderati e alla loro necessità di una imposta addizionale sui prodotti petroliferi per cercare di diminuirne il consumo. L'instabilità politica di alcuni Stati del vicino Oriente e di altri paesi produttori di petrolio rimaneva sempre molto grave. Maggiori quote di fondi furono pertanto destinate alla ricerca di fonti energetiche alternative, dall'etanolo, all'energia eolica a quella solare. A partire nello stesso anno - dopo la crisi dei mutui subprime - gli USA attraversarono un periodo di notevole crisi finanziaria, culminato nella "grande recessione" i cui effetti cominciarono ad affievolirsi nel 2013.

## Politica

### L'influenza mondiale
La politica estera degli USA quale superpotenza è spesso stata improntata all'influenza ed al condizionamento nell'economia e nel campo militare e culturale su altri Stati del mondo, accompagnata da un'influenza generale nella politica interna dei relativi governi.
A tal proposito si iniziò a parlare di imperialismo americano nel 1846 con la guerra messico-statunitense. Nel 1898, con l'ingresso degli Stati Uniti sulla scena della politica mondiale, i termini "imperialismo americano" ed "espansione imperialistica americana" divennero sempre più diffusi.

### Accordi internazionali non ratificati dagli Stati Uniti
Gli Stati Uniti sono spesso criticati dalle nazioni partecipanti, per non partecipare ai seguenti trattati:
- La Convenzione per la Prevenzione e Repressione del Delitto di Genocidio, che entrò in vigore ne 1951.[47] Tra tutte le nazioni che hanno ratificato il trattato, dieci (tra cui gli Stati Uniti e l'India) hanno ottenuto la deroga dall'obbligo di perseguire i presunti colpevoli di genocidio.
- La Convenzione sull'eliminazione di ogni forma di discriminazione della donna, adottata dall'Assemblea Generale delle Nazioni Unite il 18 dicembre 1979, ed entrata in vigore nel 1981,[48] è spesso descritta come una dichiarazione internazionale dei diritti delle donne. Definisce tutto ciò che costituisce discriminazione contro la donna e stabilisce un piano d'azione nazionale per far cessare queste discriminazioni. Gli Stati Uniti sono l'unico Paese sviluppato che non lo ha ratificato.[49]
- La Convenzione Internazionale sui Diritti dell'Infanzia (1989) è una convenzione internazionale che stabilisce i diritti civili, politici, economici, sociali e culturali dei bambini. Solo la Somalia e gli USA non la hanno ratificata.[50]
- Il Trattato di Ottawa (entrato in vigore nel 1999) vieta tutte le mine anti-uomo.[51] Trentadue nazioni non la hanno ratificata, tra cui Cina, Cuba, Egitto, India, Iran, Iraq, Israele, Libia, Russia, e gli Stati Uniti d'America.[52]
- La Corte penale internazionale dell'Aia (2002), è stata creata come tribunale permanente per perseguire persone per i crimini di genocidio, crimini contro l'umanità, e crimini di guerra, come definito da diversi trattati internazionali. I Paesi più noti a non aver accettato la giurisdizione della ICC sono gli USA, Israele, e la Cina.[53]
- Gli Stati Uniti hanno ritirato la propria sottoscrizione al Trattato anti missili balistici nel 2002.[54] Questo trattato tra gli Stati Uniti e l'Unione Sovietica prevedeva una limitazione ai sistemi di missili anti-balistici, usati nel difendere zone da testate atomiche montate su missili.
- Il Protocollo di Kyōto (entrato in vigore nel 2005) è un trattato internazionale sul mutamento climatico.[55] I Paesi che ratificano questo protocollo si impegnano a ridurre le loro emissioni di anidride carbonica e cinque altri gas-serra, o a comprare quote di emissione di gas serra se mantengono e aumentano le proprie emissioni di questi gas. Gli Stati Uniti hanno firmato questo trattato, ma non lo hanno ratificato;[56] l'India e molti altri Paesi del Terzo Mondo lo hanno ratificato, ma non lo applicano.

### Organizzazioni internazionali
Gli Stati Uniti partecipano alle seguenti organizzazioni internazionali:
ANZUS, APEC, AsDB, Australia Group, BIS, Consiglio d'Europa (come osservatori), CERN (come osservatori), Comitato Zangger, CP, EAPC, BERS, ECE, ECLAC, ESCAP, FAO, G7, G8, G10, G12, G20, IADB, IAEA, IBRD, ICAO, ICC, ICFTU, CRMI, IDA, AIE, IFAD, IFC, IFRCS, IHO, ILO, FMI, IMO, Inmarsat, Intelsat, Interpol, Comitato Olimpico Internazionale, IOM, ISO, ITU, MINURSO, MIPONUH, NAM (ospiti), NATO, Agenzia per l'energia nucleare (NEA), NSG, OAS, OCSE, OMM, OMS, OPCW, OSCE, PCA, SPC, ONU, Consiglio di sicurezza delle Nazioni Unite, Unctad, Alto commissariato delle Nazioni Unite per i rifugiati, UNIDO, UNIKOM, UNMIBH, UNMIK, UNOMIG, UNRWA, UNTAET, UNTSO, UNU, UPU, WCL, WCO, WIPO, WTO.

### Il rapporto coi nativi
Sin dall'inizio della formazione degli USA i coloni americani furono impegnati con diversi conflitti coi nativi americani chiamate guerre indiane; alcune di esse furono provocate da una serie di paralleli atti legislativi, come l'Indian Removal Act, unilateralmente promulgate da una delle parti e potenzialmente considerabili alla stregua di guerra civile.
Le guerre, che spaziarono dalla colonizzazione europea dell'America del XVIII secolo fino al massacro di Wounded Knee e alla chiusura delle frontiere USA nel 1890, risultarono complessivamente nella conquista, nella decimazione, nell'assimilazione delle nazioni indiane, e nella deportazione di svariate migliaia di persone nelle riserve indiane. Gli eventi trattati costituiscono una delle basi della discriminazione razziale su base etnica, e del problema del razzismo che affliggerà gli USA fino a tutto il XX secolo.